# Rangers de New York
Pour les articles homonymes, voir Rangers.
Les Rangers de New York, en anglais New York Rangers, sont une franchise professionnelle de hockey sur glace basée à New York, dans l'État du même nom, aux États-Unis, et qui évolue dans la Ligue nationale de hockey (LNH). Ils font partie de la division Métropolitaine dans l'association de l'Est. Il s'agit de l'une des trois équipes de la région new-yorkaise avec les Devils du New Jersey et les Islanders de New York. Avec ces derniers, une rivalité est connue sous le nom de « La bataille de New York ».
Fondés en 1926, les Rangers sont une des six équipes originales en compagnie des Blackhawks de Chicago, des Bruins de Boston, des Canadiens de Montréal, des Maple Leafs de Toronto et des Red Wings de Détroit. L'équipe fait partie de la holding Altice USA et joue ses matchs au Madison Square Garden, partageant l'affiche avec l'équipe des Knicks de la NBA
Depuis leur première saison, ils ont disputé à onze reprises la finale de la Coupe Stanley, qu'ils ont remportée en 1928, 1933, 1940 et 1994. Malgré ces quatre victoires, les Rangers sont la franchise la moins titrée des six équipes originales.

## Historique

### Les premiers temps (1927-1942)

#### La naissance

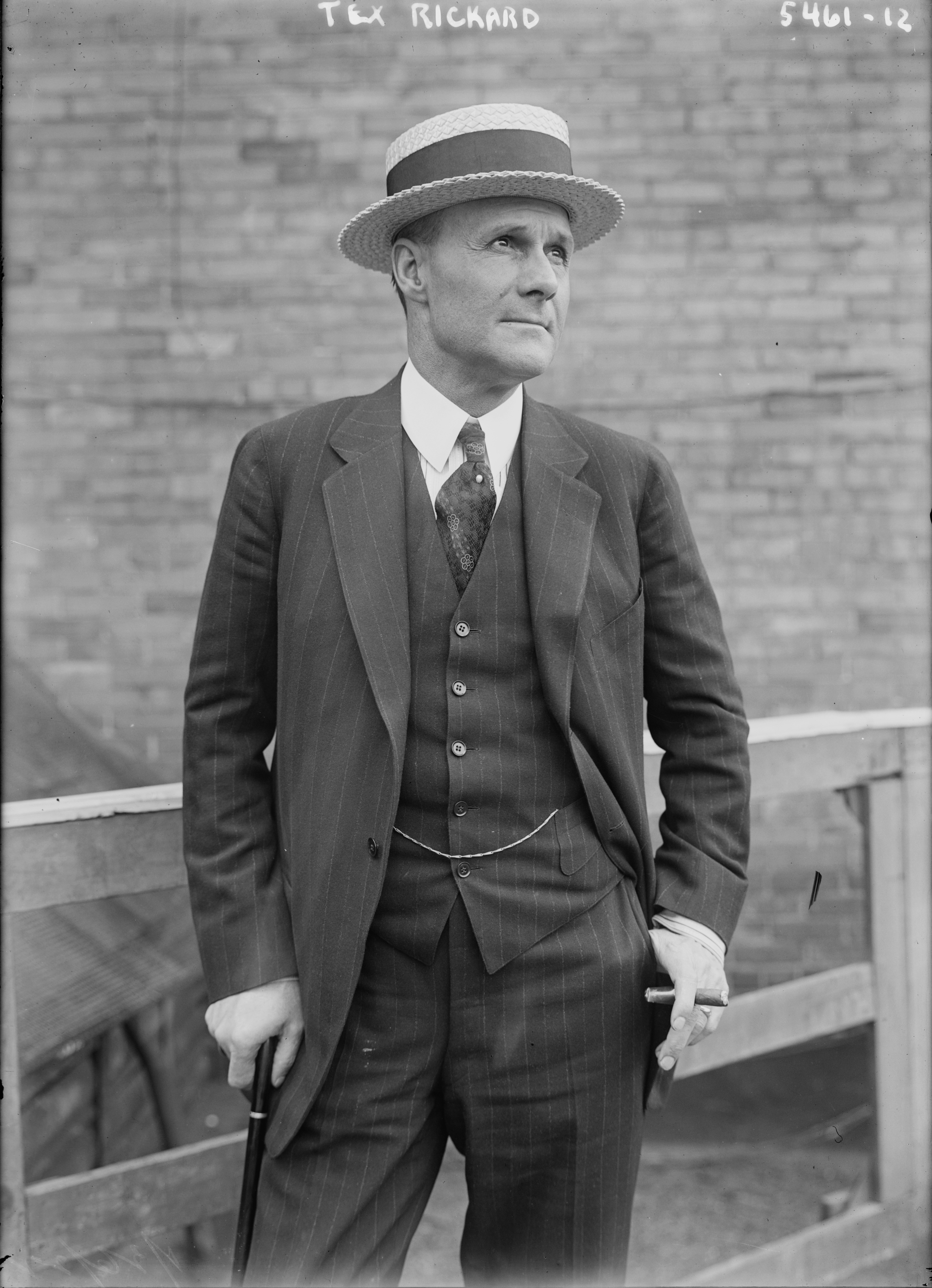
Tex Rickard, fondateur des Rangers

En 1925, après les Bruins de Boston la saison précédente, une deuxième franchise américaine voit le jour dans la Ligue nationale de hockey. Cette nouvelle équipe basée à New York appelée les Americans joue ses matchs au Madison Square Garden qui est la propriété de Georges L. « Tex » Rickard. En 1926, Rickard qui voit le succès des Americans décide d'avoir sa propre équipe et malgré l'accord verbal fait aux Americans d'être les seuls occupants du Madison Square Garden, il obtient une franchise de la LNH le 15 mai 1926 pour la somme de 50 000 dollars américains. Le nom de la franchise, qui aurait dû originellement être les New Yorks Giants est finalement décidé par les journaux de l'époque qui surnomment l'équipe les Tex's Rangers,, en référence à la force de police de l'État du Texas où Rickard a grandi, les Texas Rangers.
Pour former l'équipe, Rickard fait appel à Conn Smythe qu'il nomme premier directeur-général de la franchise. Celui-ci fait alors signer les agents libres Clarence Abel, Murray Murdoch, Ching Johnson, Lorne Chabot, Paul Thompson et Billy Boyd ; il achète également Reg Mackey et Ollie Reinikka aux Maroons de Vancouver, Hal Winkler aux Tigers de Calgary, les frères Bill et Bun Cook aux Crescents de Saskatoon et, sur proposition de ces derniers, Frank Boucher pour qui le club dépense 15 000 dollars. Cette somme représente près de la moitié du montant total de la nouvelle équipe pour laquelle Smythe débourse 32 000 dollars. Smythe ne reste cependant pas longtemps aux commandes de l'équipe et il est remplacé par Lester Patrick avant le début du camp d'entraînement. Pour attirer les spectateurs, le publicitaire Johnny Bruno a l'idée de miser sur les nombreux groupes ethniques de la ville modifie le nom de deux des joueurs sur la liste officielle ; ainsi, Chabot devient Shabotsky et Reinikka devient Rocco, espérant ainsi attirer les communautés juives et italiennes mais cette idée est rapidement abandonnée, les deux joueurs n'aimant pas leur nouveau nom.
Le 16 novembre 1926, devant plus de 13 000 spectateurs, les Rangers disputent leur match inaugural contre les champions en titre, les Maroons de Montréal, et le remportent sur le score de 1-0 grâce à un blanchissage de Winkler et au but vainqueur de leur capitaine Bill Cook. Après un deuxième match victorieux 5-1 à Toronto contre les Saint-Patricks, ils connaissent leur première défaite le 25 novembre, à Pittsburgh, match que les Pirates remportent 2-0. Pour leur première saison d'existence, les Rangers remportent la saison régulière avec onze points d'avance sur les Bruins de Boston, seconds de leur division ; ils terminent troisième équipe de la ligue derrière les Sénateurs d'Ottawa et les Canadiens de Montréal et se qualifient ainsi directement pour le deuxième tour des séries éliminatoires où ils rencontrent les Bruins qui ont éliminé les Black Hawks. Lors du premier match, les deux gardiens, Lorne Chabot et Hal Winkler, qui avait commencé la saison avec les Rangers, arrêtent tous les tirs pour obtenir chacun un blanchissage mais les Rangers perdent le deuxième match à New York, et sont éliminés 3 buts à 1.

#### La première Coupe Stanley

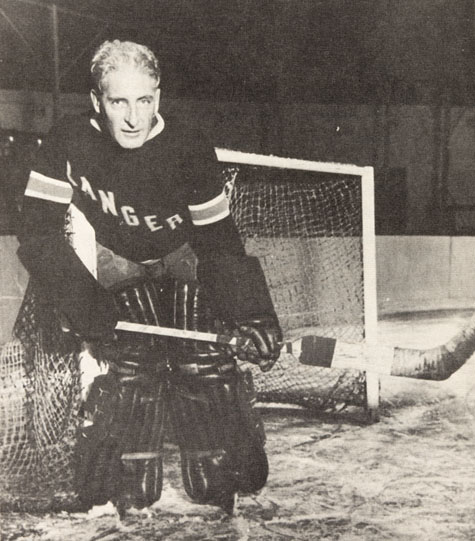
Lester Patrick endosse le rôle de gardien de but en finale de la Coupe Stanley.

Après cette première saison réussie, les Rangers entament la suivante avec une équipe peu remaniée. Stan Brown, Reg Mackey et Ollie Reinikka ne font plus partie de l'effectif alors qu'Alex Gray nouvelle recrue, Frank Callighen des Indians de Springfield, équipe de la Ligue américaine de hockey, et Laurie Scott en provenance des Americans l'intègrent.
Les Rangers terminent la saison régulière à la deuxième place de la division Américaine, quatre points derrière les Bruins de Boston. La première équipe de chaque division est directement qualifiée pour les demi-finales alors que les Rangers doivent jouer un tour préliminaire contre le troisième de leur division, les Pirates de Pittsburgh. Les Rangers de New York battent tout d'abord les Pirates puis les Bruins pour atteindre la finale de la Coupe Stanley contre les Maroons de Montréal.
En raison de la présence d'un cirque au Madison Square Garden, tous les matchs de la série se jouent dans le Forum de Montréal. Le premier match est remporté par les Maroons sur le score de 2 à 0 avec des buts de Mervyn « Red » Dutton et Merlyn « Bill » Phillips et un blanchissage de Clint Benedict.
Au cours du deuxième match, alors que le score est encore vierge, Nels Stewart des Maroons effectue un tir et le palet frappe directement l'œil du gardien des Rangers, Lorne Chabot. Il est immédiatement conduit à l'hôpital et les Rangers se retrouvent alors sans gardien, les équipes de la LNH ne disposant pas systématiquement de remplaçant à ce poste lors des matchs. À l'époque, les règles de la LNH accordent dix minutes aux équipes dont un gardien est blessé pour le soigner ou pour trouver une solution de remplacement. Alex Connell, gardien d'Ottawa, et Hugh McCormick des Panthers de London présents dans les tribunes se proposent tous les deux pour remplacer Chabot au pied levé. Frank Calder, président de la LNH, demande aux dirigeants des deux équipes de se réunir avec lui dans un bureau du Forum pour trouver une solution. James Strachan, dirigeant de Montréal, refuse les différentes solutions proposées en n'acceptant pas de joueur étranger à l'équipe des Rangers. Il argue que les blessures de gardiens deviennent de plus en plus courantes et que son équipe emploie James « Flat » Walsh depuis deux saisons en tant que gardien remplaçant et qu'il lui coûte 9 000 dollars pour un match par saison. Il ajoute également que ses joueurs sont là pour gagner la Coupe Stanley et que permettre à Connell, le meilleur gardien de la saison régulière, de jouer pour les Rangers n'est sûrement pas la meilleure des solutions.
La décision des Maroons est entérinée par Calder et les Rangers ont dix minutes pour trouver un gardien sous peine de perdre le match par forfait. C'est finalement Lester Patrick, entraîneur des Rangers, qui décide d'assurer lui-même le rôle de gardien de but. L'ancien défenseur, âgé de 44 ans, est aidé dans sa tâche par les défenseurs de l'équipe qui installent une zone de sécurité autour de lui. Les Rangers réussissent même à prendre l'avantage par Bill Cook mais Stewart permet aux Maroons de revenir dans le match et provoque la prolongation. Frank Boucher des Rangers inscrit le but de la victoire au bout de sept minutes et Patrick qui a arrêté 17 des 18 lancers adverses est alors porté en triomphe par ses équipiers du soir. Dès le lendemain, l'équipe des Rangers signe un contrat avec Joe Miller, gardien des Americans de New York, qui est autorisé à prendre la place de Chabot dans les buts. Les Rangers perdent un second match lors de la troisième confrontation sur un nouveau un blanchissage mais ils mettent la main sur les deux dernières rencontres de la finale sur la marque de 1-0 puis de 2-1, Boucher inscrivant les trois buts de son équipe. En plus de la Coupe Stanley, ce dernier reçoit le trophée Lady Byng pour son comportement exemplaire sur la glace.

#### Entre deux Coupes Stanley

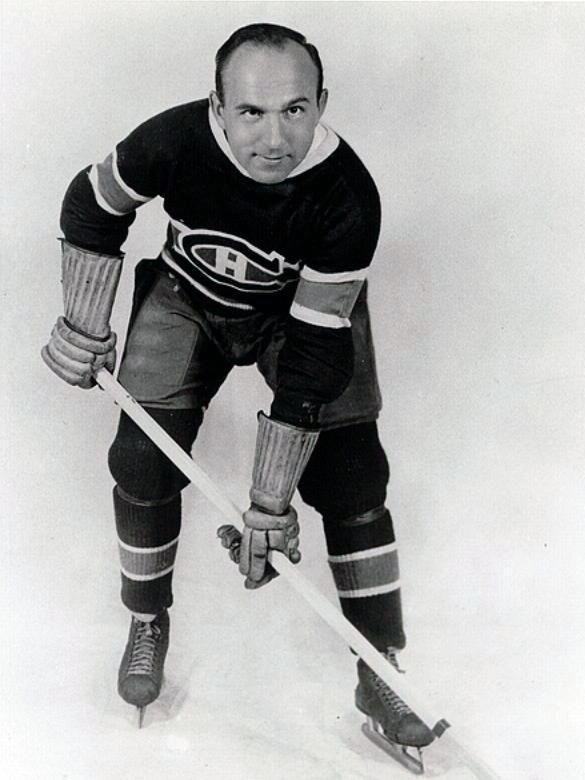
Howie Morenz (Canadiens de Montréal) est un des meilleurs joueurs de la LNH dans les années 1920-1930.

Malgré leur victoire en finale de la Coupe Stanley, ils finissent deuxième de la division Américaine au terme de la saison suivante, une fois encore derrière les Bruins de Boston après avoir longuement mené la division. En effet, ils sont devant au classement jusqu'à début mars ; le 10 mars, alors que les deux équipes sont toujours à égalité, elles se rencontrent à New York ; les Bruins remportent le match 3-2, prenant seuls la tête de la division pour la garder jusqu'à la fin de la saison régulière en remportant leurs trois derniers matchs. Cette première place de la division leur assure une qualification directe pour les demi-finales de la Coupe Stanley alors que leurs rivaux doivent jouer une série supplémentaire.
La formule des séries change légèrement puisque les Rangers jouent leur premier tour contre les Americans de New York, deuxièmes de la division Canadienne ; les Rangers s'imposent 1-0 sur l'ensemble des deux matchs joués contre les Americans pour jouer par la suite les demi-finales de la Coupe contre les Maple Leafs de Toronto. Les champions en titre se qualifient pour la finale deux matchs à zéro et y rencontrent pour la deuxième année consécutive les Bruins. C'est la première fois de l'histoire de la Ligue nationale de hockey qu'une finale se dispute sans équipe canadienne. Le premier match est joué le 28 mars à Boston devant près de 18 000 spectateurs ; Dit Clapper et Dutch Gainor marquent chacun un but lors de la deuxième période alors que Tiny Thompson réalise son troisième blanchissage en quatre matchs et les Bruins gagnent le match 2-0. Dans la deuxième rencontre, jouée au Madison Square Garden à New York, les deux équipes sont à égalité 1-1 après deux périodes, le but des Bruins ayant été inscrit par Harry Oliver ; cependant moins de deux minutes avant la fin de la troisième période, Bill Carson marque le deuxième but de Boston qui leur donne la victoire aux Bruins. Boucher reçoit tout de même le trophée Lady Byng.
En 1929-1930, Frank Boucher est le deuxième meilleur pointeur de la saison avec soixante-deux points, derrière Cooney Weiland des Bruins, et il est le meilleur passeur avec trente-six réalisations ; il reçoit son troisième trophée Lady Byng. D'un point de vue collectif, les Rangers glissent à la troisième place de division Américaine et jouent le premier tour des séries contre les Sénateurs d'Ottawa qu'ils battent six buts à trois en deux rencontres. Les joueurs de Patrick chutent en demi-finale en perdant contre les Canadiens de Montréal en deux rencontres ; ces derniers remportent par la suite la Coupe Stanley en battant en deux parties les Bruins.
La saison 1930-1931 voit l'introduction des équipes d'étoiles à la fin du calendrier ; Bill Cook est sélectionné dans la première équipe avec Patrick comme entraîneur alors que Ching Johnson, Bun Cook et Boucher, qui remporte également son quatrième trophée Byng, font partie de la seconde équipe. D'un point de vue collectif, les Rangers sont une nouvelle fois qualifiés pour les séries avec la troisième place de la division Américaine ; ils éliminent les joueurs de Toronto 8-3 au premier tour mais chutent par la suite contre les Black Hawks de Chicago 3-0 au total de buts. Le trophée Lady Byng est remis pour la quatrième année consécutive à Boucher.
En 1931-1932, les Quakers de Philadelphie et les Sénateurs d'Ottawa arrêtent de jouer, portant le nombre d'équipes engagées dans la ligue de dix à huit. Les Rangers terminent premiers de leur division et seulement trois points derrière les Canadiens de Montréal, meilleure équipe de la saison. Les deux équipes se rencontrent au premier tour des séries et les Rangers prennent le dessus sur les doubles-champions en titre et leur joueur vedette Howie Morenz trois rencontres à une. Les joueurs de New York jouent donc une finale contre les Maple Leafs de Toronto et ces derniers remportent les trois rencontres 6-4, 6-2 et 6-4 pour mettre la main sur leur première Coupe depuis dix ans.

#### La deuxième Coupe Stanley
À l'issue de la saison régulière 1932-1933, les Bruins et les Red Wings de Détroit sont premiers à égalité de points en tête de la division Américaine mais avec plus de victoires pour les Bruins face aux Red Wings, l'équipe de Boston est sacrée championne de la division et de la LNH alors que les Rangers sont troisièmes de la division. Avec cinquante points, le joueur des Rangers, Bill Cook, est le meilleur pointeur de la saison régulière.
En quart de finale des séries, les Rangers jouent une nouvelle fois contre les Canadiens de Montréal qu'ils battent huit buts à cinq. Ils éliminent par la suite les Red Wings de Détroit pour accéder à une deuxième finale de la Coupe Stanley consécutive ; ils y retrouvent les Maple Leafs de Toronto qui ont battu les Bruins lors du cinquième et dernier match et au bout d'1 h 44 min 46 s de prolongation. Le premier match de la série a lieu le lendemain à New York et les joueurs locaux s'imposent 5-1. Encore une fois, le cirque occupe le Madison Square Garden et les autres matchs sont joués à Toronto ; les joueurs de New York remportent également la deuxième rencontre 3-1 avant de concéder une défaite 3-2 le 11 avril. Le quatrième match de la série se joue le 13 avril et après soixante minutes de jeu ni Andy Aitkenhead ni Lorne Chabot, qui joue désormais avec Toronto, n'ont concédé le moindre but ; après sept minutes de jeu, les Rangers jouent en supériorité numérique et Butch Keeling passe à son capitaine, Bill Cook, qui inscrit le but de la victoire au bout de 7 min 33 s. Le but offre donc la deuxième Coupe Stanley aux Rangers et il s'agit de la première Coupe de l'histoire remportée en prolongation. Joe Primeau des Maple Leafs remporte le trophée Byng lors de la saison précédente mais Frank Boucher retrouve « son » trophée à la suite de cette nouvelle conquête de la Coupe Stanley.
Lors de la saison suivante, les Rangers terminent à la troisième place de leur division et Boucher, qui reçoit son sixième trophée Byng, termine meilleur pointeur de son équipe et troisième de la LNH derrière Charlie Conacher et Joe Primeau de Toronto. Les séries éliminatoires se terminent vite pour les Rangers qui sont éliminés dès le premier tour par les Maroons de Montréal en deux rencontres.
Boucher remporte son septième et dernier trophée du joueur le plus faire play à la fin de la saison 1934-1935. Marie Evelyn Moreton, femme du gouverneur général du Canada Julian Byng et qui avait décidé de remettre le trophée chaque année, est tellement impressionnée par le jeu de Boucher qu'elle décide de lui offrir le trophée original et de donner un autre trophée à la LNH pour les saisons suivantes. Les Rangers se classent troisièmes de la division Américaine et passent au premier tour les Canadiens de Montréal avec seulement un but de différence entre les deux équipes – les Rangers s'imposant 2-1 puis faisant match nul 4-4 contre les Canadiens. Ils jouent les demi-finales de la Coupe contre l'autre équipe de Montréal, les Maroons. Ce sont ces derniers qui s'imposent avec également un seul but de différence : les Maroons l'emportent 2-1 au Madison Square Garden et obtiennent le match nul 3 buts partout au retour sur leur glace ; les Maroons remporteront par la suite leur deuxième et dernière Coupe Stanley.
Les joueurs de New York manquent les séries au cours de la 1935-1936 en terminant à la dernière place de la division Américaine. Le 9 mars 1937, Boucher devient le premier joueur de l'histoire de la LNH à dépasser la barre des 250 passes décisives depuis le début de sa carrière. Troisièmes de la division lors de la saison suivante, les Rangers éliminent les Maple Leafs de Toronto lors du premier tour des séries puis ils viennent également à bout des Maroons de Montréal en demi-finale : les deux matchs sont à sens unique avec le gardien des Rangers, Dave Kerr, qui blanchit les Montréalais à chaque fois. La finale de la Coupe a lieu entre deux équipes de la division Américaine : les Rangers contre les Red Wings, champions en titre. Les Rangers s'imposent lors de la première rencontre 5-4 puis blanchissent les Red Wings 1-0 lors de la troisième rencontre. Avec une victoire 4-2 au cours du deuxième match puis de deux blanchissages de leur gardien Earl Robertson lors des parties 4 et 5, les joueurs de Détroit mettent la main sur une deuxième Coupe Stanley consécutive,.
Cecil Dillon finit cinquième pointeur de la LNH lors de la saison 1937-1938 alors que les Rangers sont éliminés au premier tour des séries par les Americans de New York ; au cours de la saison suivante, la LNH se regroupe en une seule division à la suite de l'arrêt des Maroons et Clint Smith est le quatrième pointeur de la LNH avec quarante-et-un points. Les Rangers perdent une nouvelle fois au premier tour des séries en étant éliminés par les Bruins de Boston en sept rencontres avec quatre matchs qui se terminent en prolongation.

#### La troisième Coupe Stanley
Boucher met fin à sa carrière de joueur à la fin de la saison 1937-1938 mais il ne quitte pas pour autant la franchise ; en effet, il devient entraîneur des Rovers de New York, équipe affiliée aux Rangers qu'il mène au titre de champion de l’Eastern Hockey League. Après une saison à la tête des Rovers, Boucher est nommé entraîneur des Rangers au début de la saison 1939-1940 et en remplacement de Lester Patrick qui se concentre sur son travail de directeur-général de la franchise.
Entre le 19 novembre et le 14 janvier, les Rangers connaissent une série de dix-neuf rencontres sans défaites avec cinq matchs nuls et quatorze victoires, il s'agit alors d'un record dans la Ligue nationale de hockey. Tout au long de la saison, les Bruins et les Rangers se battent pour la première place du classement ; les deux équipes se rencontrent le 12 mars pour l'avant dernier match de la saison des Rangers et alors que ces derniers sont devant avec un point d'avance au classement. Les Bruins s'imposent 2-1 et prennent la première place ; le dernier match de la saison de New York est joué une nouvelle fois contre les Bruins et les deux équipes se séparent sur un match nul. L'équipe de Boston joue un dernier match contre Montréal, une victoire 7-2, et finit première du classement avec trois points d'avance sur les Rangers.
Bryan Hextall inscrit vingt-quatre buts au cours de la saison, le meilleur total de la saison pour la LNH et se classe également premier pointeur des Rangers avec trente-neuf points ; il est le sixième pointeur de la saison, le haut du classement étant occupé par quatre joueurs des Bruins, Milt Schmidt, Woody Dumart, Bobby Bauer et Bill Cowley, et un joueur de Toronto : Gordie Drillon.
Bruins et Rangers sont directement qualifiés pour les demi-finales de la Coupe Stanley et sont opposés dans une série au meilleur des sept matchs. La première rencontre se solde par une victoire sans appel de 4-0 pour les Rangers avec un blanchissage réalisé par Dave Kerr ; les Bruins réagissent en remportant les deux rencontres suivantes avant que Kerr réalise deux nouveaux blanchissages 1–0 lors des quatrième et cinquième rencontres. Les Rangers se qualifient pour la finale de la Coupe en remportant le sixième match de la série 4-2.
Les Rangers sont opposés lors de cette finale aux Maple Leafs de Toronto, troisièmes de la saison régulière, et ayant remporté les tours précédents des séries en deux rencontres à chaque fois. Les deux premières rencontres sont jouées dans le Madison Square Garden et les joueurs locaux s'imposent 2-1 à la suite de la prolongation pour le premier match puis sur le score plus large de 6-2 lors de la deuxième opposition. Les Maple Leafs se reprennent en remportant les deux rencontres suivantes chez eux sur les scores de 2-1 et 3-0 avec un blanchissage de Turk Broda. Les deux dernières rencontres suivantes sont jouées sur la glace de Toronto, le cirque occupant une nouvelle fois la salle des Rangers, et les deux parties se finissent à la suite de prolongations avec deux victoires pour New York, les Rangers gagnant leur troisième Coupe Stanley de leur histoire en quatorze saisons,. Hextall est un des meilleurs joueurs des Rangers lors de la finale : il marque un coup du chapeau et une aide pour mener les Rangers à la victoire au cours du deuxième match de la série et marque le but victorieux en prolongation du sixième match.
En plus de la Coupe Stanley, plusieurs joueurs des Rangers sont mis en avant ; Kerr remporte le trophée Vézina en étant le gardien de but qui accorde le moins de buts au cours de la saison alors que Kilby MacDonald reçoit le trophée Calder du meilleur joueur-recrue de la saison. Kerr et Hextall sont désignés membre de la première équipe d'étoiles et Art Coulter, Neil Colville et Boucher dans la seconde.
Les champions en titre glissent à la quatrième place du classement à la fin de la saison 1940-1941 alors qu'Hextall est, avec quarante-quatre points dont vingt-six buts, le deuxième pointeur de la saison derrière Bill Cowley auteur de soixante-deux points. Les Rangers sont éliminés dès le premier tour des séries par les Red Wings de Détroit. L'équipe de New York se reprend au cours de la saison 1941-1942 en terminant à la toute première place du classement avec trois points d'avance sur les Maple Leafs de Toronto. En tête du classement des pointeurs de la LNH, Hextall compte cinquante-quatre points, deux de plus que son coéquipier, Lynn Patrick, deuxième au classement et également quatre points devant Phil Watson, quatrième au classement ; avec trente-deux buts, Patrick est le meilleur buteur de la saison. Malgré cette bonne saison des joueurs des Rangers, ils sont éliminés au premier tour des séries par les Maple Leafs de Toronto en six rencontres.
En 1942, les États-Unis entrent dans la Seconde Guerre mondiale, de nombreux joueurs de la Ligue nationale de hockey sont alors mobilisés et doivent quitter leur équipe. Les Americans de New York, équipe constituée essentiellement de joueurs américains, sont durement touchés et seuls quatre de leurs joueurs sont exemptés de servir pour leur pays. Ils mettent fin à leurs activités à la suite de la saison 1941-1942 ; la LNH ne compte plus que six équipes et entre dans l'ère qui est nommée par la suite l'« ère des Six équipes originales ».

### Les six équipes originales (1942-1967)

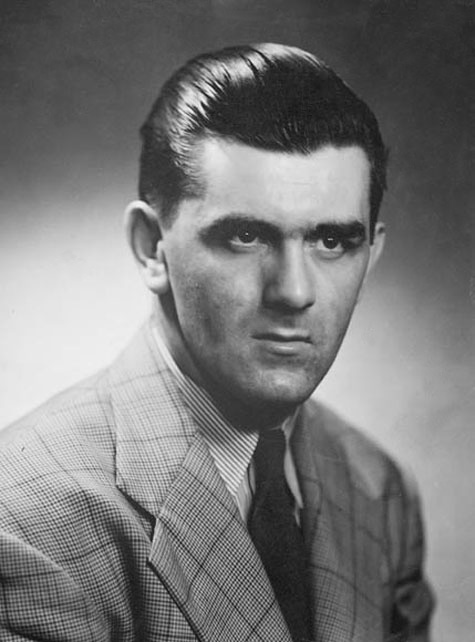
Maurice Richard (Canadiens de Montréal) domine la LNH dans les années 1940-1950.

Les Rangers sont également touchés par la Seconde Guerre mondiale et comptent les départs des frères Neil et Mac Colville, d'Alex Shibicky, de Jim Henry et d'Art Coulter. Malgré les soixante-et-un points de Lynn Patrick, l'équipe termine à la dernière place du classement de la LNH lors de la saison 1942-1943. Cinq nouveaux départs, dont Clint Smith, Phil Watson, Alf Pike et également Lynn Patrick, affaiblissent encore plus les Rangers de New York pour la saison suivante qui terminent une nouvelle fois derniers avec seulement six victoires en cinquante rencontres. Ken McAuley accorde 310 buts au cours de la saison avec une moyenne de 6,20 buts encaissés par match, un record dans la LNH alors que Boucher joue quinze des rencontres de son équipe.
Les Rangers terminent derniers de la ligue lors de la saison 1944-1945 avec Ab DeMarco comme meilleur pointeur de l'équipe avec cinquante-quatre points ; il est huitième de ce classement dans la LNH qui est dominée par la Punch Line des Canadiens : Elmer Lach, Toe Blake et surtout Maurice « Rocket » Richard qui inscrit 50 buts en 50 matchs,. En 1945-1946, l'équipe des Rangers voit le retour de Lynn Patrick et de son frère « Muzz » au sein de l'équipe, ainsi que de Colville et de « Chuck » Rayner ; malgré ces retours, les Rangers sont les derniers de la LNH. Le joueur recrue Edgar Laprade remporte tout de même le trophée Calder à la fin de la saison.
Les joueurs de New York font leur retour dans les séries à la fin de la saison 1947-1948 mais sont éliminés dès le premier tour par les Red Wings de Détroit. Après un mauvais début de saison 1948-1949 avec six victoires, onze défaites et six matchs nuls, Boucher quitte le poste d'entraîneur de l'équipe et il est remplacé dans ses fonctions par Lynn Patrick qui ne parvient pas pour autant à qualifier son équipe pour les séries. Le trophée du meilleur joueur recrue de la saison revient une nouvelle fois à un joueur des Rangers : le jeune Finlandais Pentti Lund le remporte en battant son coéquipier, Allan Stanley.
Le gardien des Rangers, Chuck Rayner, remporte à la fin de la saison suivante le trophée Hart du meilleur joueur de la saison ; il aide son équipe à finir à la quatrième place du classement et à jouer les séries pour la deuxième fois depuis 1942. Au cours de la demi-finale, remportée face aux Canadiens, Lund réalise un marquage efficace sur la vedette des Canadiens, Maurice Richard, ce dernier ne marquant qu'un but. En finale de la Coupe, New York doit une nouvelle fois jouer toutes les rencontres à l'extérieur en raison du spectacle de cirque habituel dans sa patinoire ; l'équipe des Rangers s'incline face aux Red Wings de Détroit en sept matchs. Avec onze points inscrits, Lund termine meilleur pointeur des séries. Edgar Laprade reçoit le trophée Lady Byng alors que Chuck Rayner et Tony Leswick sont élus dans la seconde équipe d'étoiles de la saison.
Malgré cette bonne saison, les Rangers retombent dans le fond du classement en finissant cinquièmes à la fin des saisons 1950-1951 et 1951-1952. Ils terminent la saison suivante à la dernière place malgré les débuts prometteurs de plusieurs jeunes joueurs : Andy Bathgate, Harry Howell, Dean Prentice et Lorne « Gump » Worsley, ce dernier remportant le trophée Calder. Malgré une cinquième place à la fin de la saison 1953-1954, Camille Henry devient le sixième joueur recrue des Rangers à remporter le trophée Calder.
Il faut attendre la saison 1955-1956 pour voir les Rangers revenir dans les séries ; ils terminent la saison troisièmes avec trente-deux victoires, leur plus haut total depuis leurs débuts, mais sont battus en séries par les Canadiens de Montréal en cinq rencontres. Les joueurs de New York sont une nouvelle fois éliminés par les Canadiens lors de la saison suivante après avoir eu la dernière place qualificative pour les séries.
Depuis ses débuts, Andy Bathgate monte de plus en plus dans le classement des pointeurs et il termine la saison 1957-1958 avec soixante-dix-huit points, en troisième place du classement qui est mené par Dickie Moore et Henri Richard de Montréal, auteurs de quatre-vingt-quatre et quatre-vingt points. Dans le même temps, Camille Henry met la main sur le trophée Lady Byng et Bill Gadsby est nommé défenseur de la première équipe d'étoiles de la LNH. D'un point de vue collectif, les Rangers se classent deuxièmes de la saison régulière égalant leur record de trente-deux victoires ; ils sont surpris et éliminés dès le premier tour des séries par les Bruins de Boston.
Lors de la saison 1958-1959, les Rangers possèdent sept points d'avance sur les Maple Leafs sept matchs avant la fin du calendrier ; Toronto remporte alors ses cinq derniers matchs alors que New York s'incline six fois sur sept pour finalement manquer les séries. Bathgate est une nouvelle fois troisième pointeur de la saison avec quatre-vingt-huit réalisations, huit points derrière Dickie Moore des Canadiens, et reçoit le trophée Hart du meilleur joueur de la saison. Les Rangers glissent à la dernière place du classement lors de la saison 1959-1960 puis à l'avant-dernière en 1960-1961 et manquent encore les séries. Doug Harvey, défenseur habituel des Canadiens de Montréal, rejoint les Rangers de New York en tant qu'entraîneur-joueur ; à la fin de la saison 1961-1962, il reçoit le trophée James-Norris qui consacre le meilleur défenseur de la LNH. Les Rangers terminent quatrièmes du classement de la saison mais sont éliminés dès le premier tour par Toronto.

### 1967-1993
En 1967, la ligue nationale de hockey passe de six à douze franchises lors du repêchage d'expansion. Les six équipes supplémentaires que sont les North Stars du Minnesota, les Kings de Los Angeles, les Seals d'Oakland, les Flyers de Philadelphie, les Penguins de Pittsburgh et les Blues de Saint-Louis ont le droit de choisir chacune vingt joueurs parmi les six équipes originales qui ont, pour leur part, le droit de « protéger » douze joueurs. Les Rangers choisissent de protéger Ed Giacomin, Arnie Brown, Wayne Hillman, Harry Howell, Jim Neilson, Rod Gilbert, Phil Goyette, Vic Hadfield, Orland Kurtenbach, Don Marshall, Bob Nevin et Jean Ratelle. Lors de ce repêchage, vingt-et-un joueurs des Rangers sont sélectionnés : les Kings et les Penguins choisissent cinq joueurs des Rangers, les Seals quatre, les North Stars trois et enfin, les Flyers et les Blues deux.
Le 11 février 1968, devant 15 925 spectateurs, les Rangers reçoivent les Red Wings de Détroit pour le dernier match joué au Madison Square Garden III ; les deux équipes se quittent sur un match nul 3-3 et Jean Ratelle est le dernier joueur des Rangers à y inscrire un but. La franchise déménage ensuite au Madison Square Garden IV où elle dispute son premier match le 18 février contre les Flyers de Philadelphie. Le premier joueur à y inscrire un but est Wayne Hicks, des Flyers ; le premier joueur à marquer pour les Rangers est Phil Goyette. Le match est finalement remporté 3-1 par les Rangers. Six jours plus tard, les Rangers se rendent au Forum de Montréal pour affronter les Canadiens qui y sont invaincus depuis 20 rencontres et viennent de gagner 8 matchs consécutifs. Rod Gilbert, natif de Montréal, est malade depuis le matin et est sous antibiotique mais il joue le match car il a acheté 15 places pour ses proches. Il signe alors une des plus grandes performances de sa carrière en marquant 4 buts en 16 tirs, ajoutant une passe pour Ratelle, et les Rangers mettent fin à la série des Canadiens en les battant 6-1. Deuxièmes de la division Est derrière les Canadiens, les Rangers sont cependant éliminés dès le premier tour des séries en six matchs par les Black Hawks de Chicago.
En 1968-1969, les Rangers terminent troisièmes et seul le gardien Eddie Giacomin est mis à l'honneur en étant sélectionné dans la deuxième équipe d'étoiles alors que le meilleur pointeur de l'équipe, Jean Ratelle, n'est classé qu'à la dixième place de la ligue dominée par Phil Esposito. Opposés au premier tour des séries aux Canadiens de Montréal, ils sont éliminés sans gagner un match. La saison suivante voit les Rangers se venger des Canadiens en se qualifiant à leurs dépens pour les séries : les deux équipes terminent avec un bilan identique de 38 victoires, 22 défaites, 16 matchs nuls et 92 points et seule la différence de but permet de les départager.

### La quatrième Coupe Stanley
En 1994, les Rangers terminent à la première place de la ligue qui compte 26 équipes. Après avoir battu les Islanders de New York, les Capitals de Washington, puis les Devils du New Jersey en séries éliminatoires, ils remportent la quatrième Coupe Stanley de leur histoire en battant les Canucks de Vancouver en 7 matchs.

### 1994-2005
Après la Coupe Stanley, les Rangers perdent au deuxième tour des séries contre les Flyers de Philadelphie en 1995 puis à nouveau au deuxième tour la saison suivante contre les Penguins de Pittsburgh.
En 1996, les Rangers font signer Wayne Gretzky, un des plus grands joueurs de l'histoire de la Ligue. Lors de cette saison, les Rangers atteignent la finale de l'association de l'Est mais sont à nouveau battus en séries éliminatoires par les Flyers.
Malgré l'apport de Gretzky, les Rangers ne se qualifient pas une seule fois pour les séries entre 1997 et 2005.

### L'ère Lundqvist (2005-2020)
Après le lock out de la saison 2004-2005, les Rangers renouent avec les séries en 2006 lors desquelles ils ne remportent aucun match et sont éliminés par les Devils du New Jersey.

#### La reconstruction de Jeff Gorton (2015-2020)
Le 27 juin 2015, les Rangers échangent Carl Hagelin au Ducks d'Anaheim, Cam Talbot et un choix de repêchage au Oilers d'Edmonton, et l'espoir Ryan Haggerty au Blackhawks de Chicago contre Antti Raanta, qui a remplacé Talbot comme le gardien adjoint de Henrik Lundqvist,. Par la suite, le 1er juillet 2015, Glen Sather démissionne de son poste de directeur général, Jeff Gorton prend sa place pour devenir le 11e directeur général de l'histoire de l'équipe.

## Rivalités
Les plus anciennes rivalités de la Ligue nationale de hockey datent de la période des Six équipes originales dont font partie les Rangers, cependant, les rivalités les plus notables les concernant sont celles qui les opposent aux Flyers de Philadelphie, aux Islanders de New York et aux Devils du New Jersey.

### Contre les Flyers
La plus ancienne rivalité des Rangers concerne les Flyers de Philadelphie, la première rencontre entre les deux équipes date de 1967.

### Contre les Islanders
La rivalité opposant les Rangers aux Islanders est la première qui vient à l'esprit du fait de la localisation des deux clubs dans la même ville. Cette rivalité date de l'année 1972 quand la LNH décide d'accorder une nouvelle franchise à la ville de New York.

### Contre les Devils
La plus récente rivalité est celle qui oppose les Rangers aux Devils du New Jersey et est parfois surnommée Hudson River rivalry, la rivalité du fleuve Hudson. Ce surnom est dû à la rivière qui sépare New York de Newark, ville où sont établis les Devils.
La rivalité entre les deux équipes débute quand la franchise des Devils quitte le Colorado pour rejoindre le Grand New York au milieu de trois équipes de la LNH : les Rangers, les Islanders de New York et les Flyers de Philadelphie. Pendant les vingt-cinq premières saisons, les deux équipes ne se rencontrent pas lors des séries éliminatoires ; ils se rencontrent pour la première fois lors des séries de 1992, série où les Rangers, meilleure équipe de la saison régulière, s'imposent en sept rencontres,.

## Identité de l'équipe

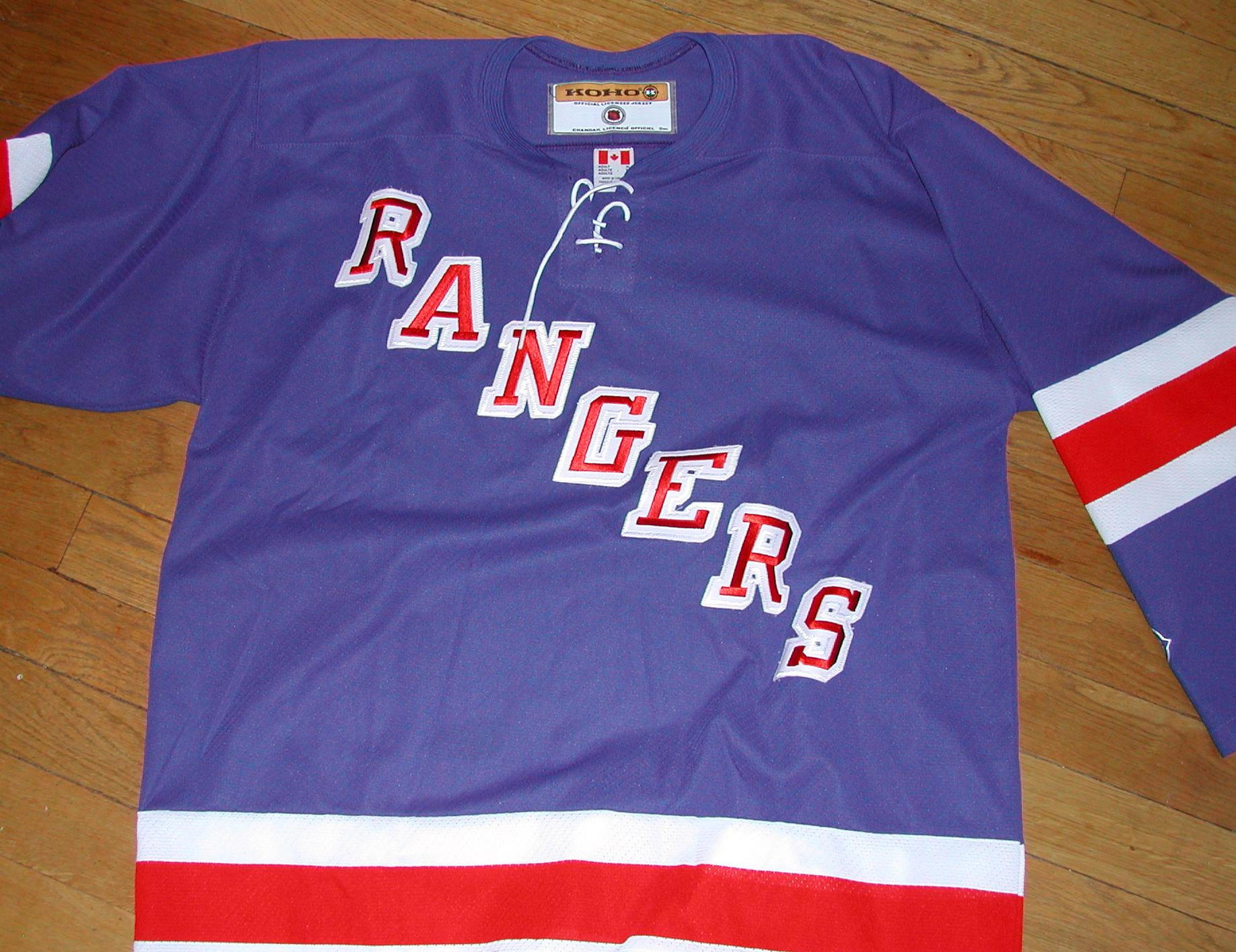
Maillot des Rangers de New York

L'équipe est surnommée les Broadway Blueshirts (en français, les maillots bleus de Broadway). Ce surnom est donné aux Rangers alors qu'ils jouent dans le Madison Square Garden situé à l'angle de la 50e rue et de la 8e avenue. Il est dû à la couleur bleu foncé du chandail à domicile des Rangers et à la proximité de Broadway.

### Logos
Hormis quelques changements cosmétiques, le logo principal des Rangers a peu évolué depuis sa première version en 1926. Reprenant les couleurs bleu, blanc et rouge de la ville de New York, le logo se présente sous la forme d'un écu portant les inscriptions New York en haut et Rangers en travers. À ce logo historique se sont ajoutés deux logos secondaires en 1996 : le premier utilise la statue de la Liberté, le symbole de la ville de New York ; le second est une version modernisée du logo standard.

### Logos principaux

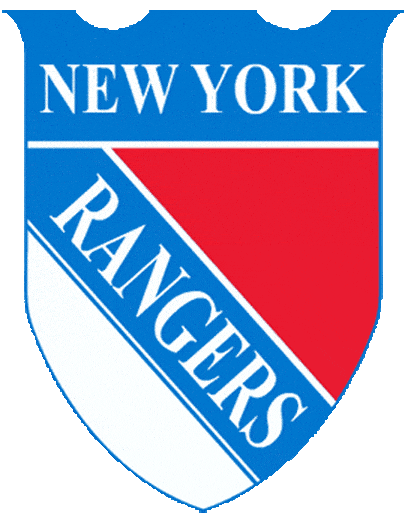
Premier logo de la franchise
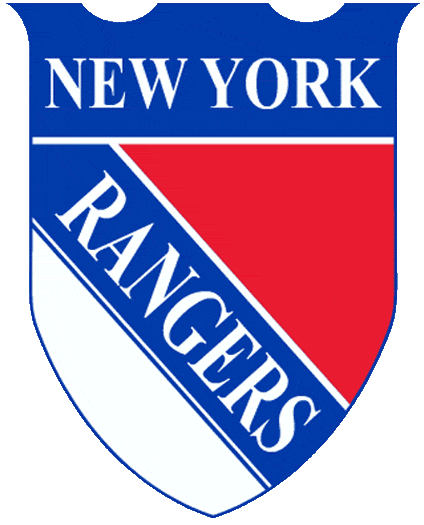
Logo utilisé entre 1935 et 1947
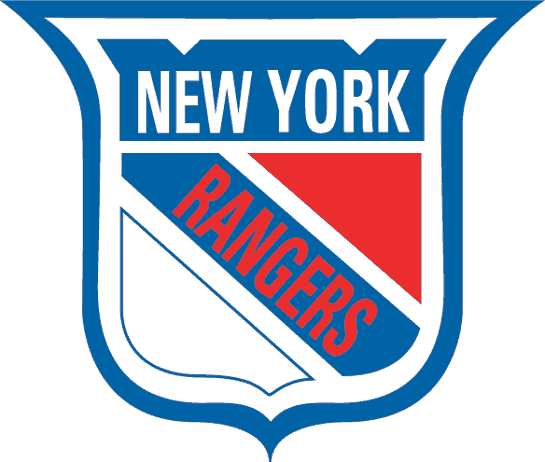
Logo utilisé entre 1947 et 1953
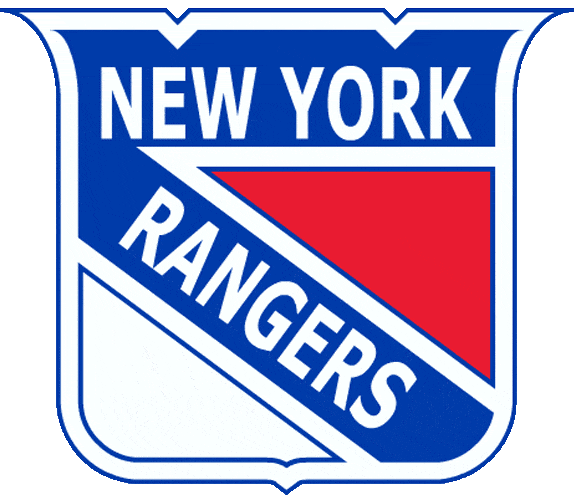
Logo utilisé entre 1953 et 1968
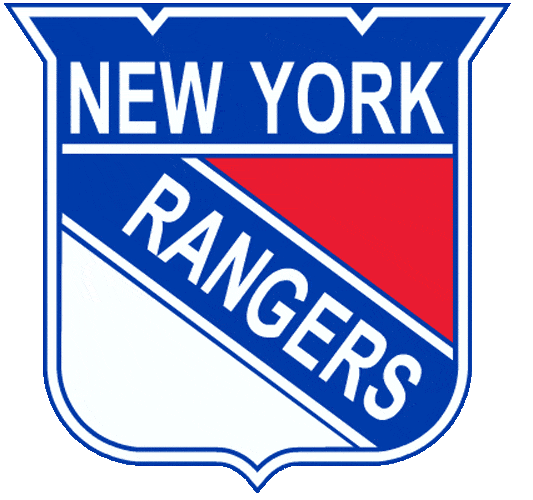
Logo utilisé entre 1968 et 1978
Logo utilisé entre 1978 et 1999
Logo utilisé depuis 1999

### Logos secondaires

Premier logo alternatif créé en 1996
Deuxième logo alternatif créé en 1996

### Le salut à la foule

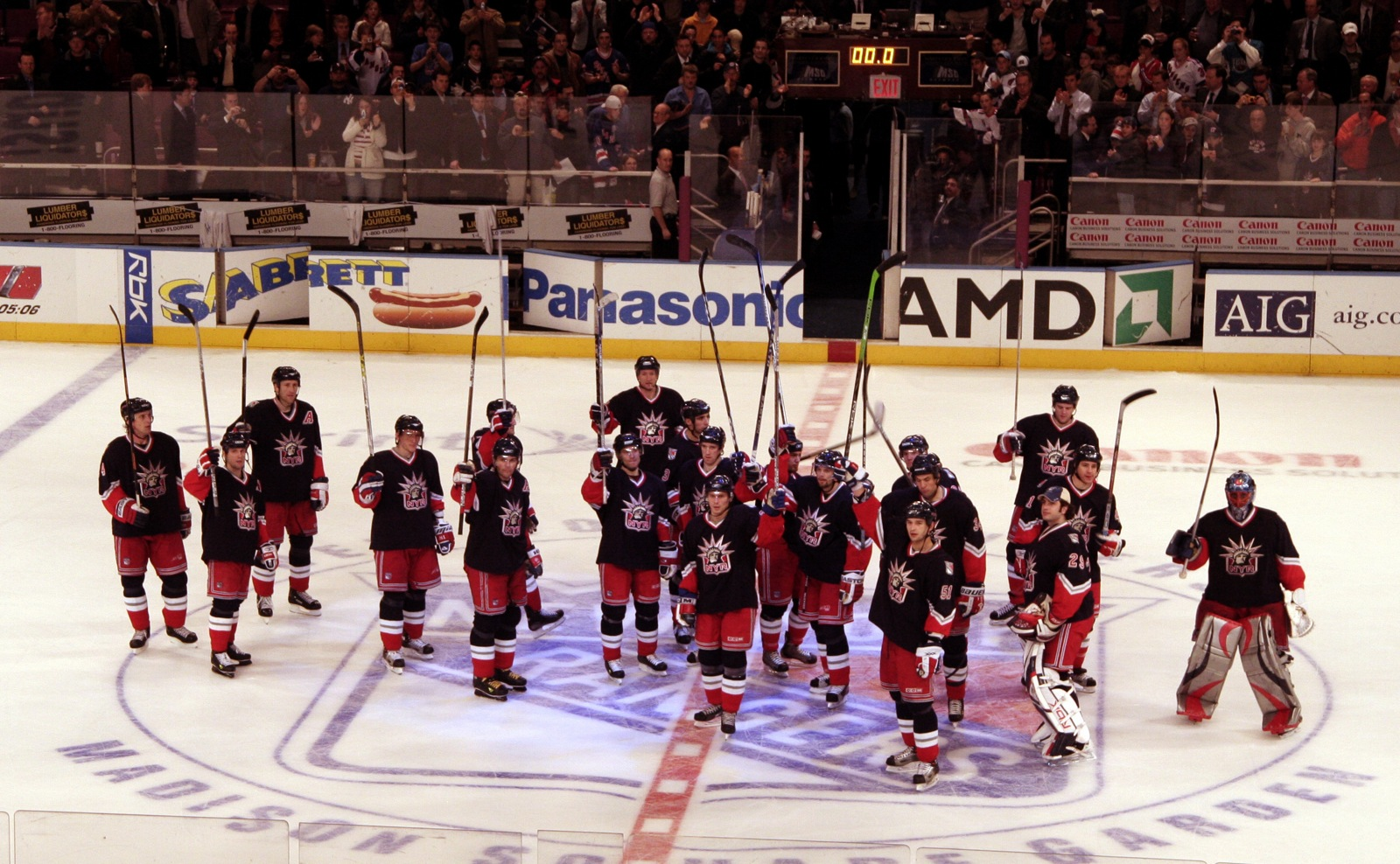
Le salut à la foule après une victoire.

Après chaque victoire à domicile, l'équipe se regroupe au centre de la glace et chaque joueur salue la foule (en anglais « Salute the crowd ») en levant son bâton. Cette coutume européenne est une tradition des Rangers depuis les années 1990 et a depuis été copiée par d'autres équipes de la LNH.

## Patinoires
Depuis ses débuts, la franchise a évolué dans deux patinoires distinctes portant le même nom, le Madison Square Garden : tout d'abord le Madison Square Garden III, ouvert le 15 décembre 1925, situé au croisement de la 50e rue et la 8e Avenue ; ensuite le Madison Square Garden IV, patinoire actuelle des Rangers, ouverte le 11 février 1968 sur la 7e Avenue entre les 31e et 33e rues, près de la Pennsylvania Station. Depuis les années 1940, les Rangers partagent leur domicile avec l'équipe de basketball des Knicks de New York.

## Affiliations
Les franchises de la Ligue nationale de hockey ayant un effectif limité par convention, elles sont « affiliées » chaque saison à une ou plusieurs équipes de ligues moins importantes. Ceci leur permet de recruter de jeunes joueurs lors des repêchages annuels tout en leur permettant de continuer leur développement sans les lancer trop tôt dans le « grand bain ». De plus, ces équipes affiliées (aussi nommées clubs-écoles ou farm team en anglais) constituent une réserve de talents pour les franchises de la LNH qui font appel à eux au gré des blessures ou méformes des joueurs de l'effectif de départ. À l'exception de quelques équipes propriétaires elles-mêmes de leur club-école, les affiliations sont conclues par une entente contractuelle et ne sont donc pas figées dans le temps. Depuis leurs débuts, les Rangers ont été affiliés aux équipes suivantes :

### Affiliations principales
- 1926-1933 : Indians de Springfield (Can-Am)
- 1933-1934 : Arrows de Philadelphie (Can-Am)
- 1935-1941 : Ramblers de Philadelphie (Can-Am puis LAH)
- 1941-1942 : Eagles de New Haven (LAH)
- 1943-1948 : Rovers de New York (EHL)
- 1946-1950 : Ramblers de New Haven (LAH)
- 1947-1949 : Rovers de New York (LHSQ)
- 1950-1951 : Rovers de New York (EHL)
- 1950-1952 : Mohawks de Cincinnati (LAH)
- 1952-1955 : Quakers de Saskatoon (WHL)
- 1953-1955 : Canucks de Vancouver (WHL)
- 1955-1958 : Reds de Providence (LAH)
- 1959-1961 : Canucks de Vancouver (WHL)
- 1959-1962 : Indians de Springfield (LAH)
- 1960-1962 : Beavers de Kitchener-Waterloo (EPHL)
- 1962-1963 : Canucks de Vancouver (WHL)
- 1962-1967 : Clippers de Baltimore (LAH)
- 1963-1965 : Rangers de Saint Paul (LCH)
- 1965-1966 : Rangers du Minnesota (LCH)
- 1966-1972 : Knights d'Omaha (LCH)
- 1967-1968 : Canucks de Vancouver (WHL)
- 1967-1970 : Bisons de Buffalo (LAH)
- 1970-1971 : Totems de Seattle (WHL)
- 1971-1976 : Reds de Providence (LAH)
- 1976-1981 : Nighthawks de New Haven (LAH)
- 1981-1982 : Indians de Springfield (LAH)
- 1982-1984 : Oilers de Tulsa (LCH)
- 1984-1988 : Nighthawks de New Haven (LAH)
- 1987-1989 : Rangers de Denver (LIH)
- 1989-1990 : Spirits de Flint (LIH)
- 1990-1997 : Rangers de Binghamton (LAH)
- 1997-2010 : Wolf Pack de Hartford (LAH)
- 2010-2013 : Whale du Connecticut (LAH)
- depuis 2013 : Wolf Pack de Hartford (LAH)

### Affiliations secondaires
En plus de ces équipes, les franchises de la LNH possèdent une ou des affiliations dites « secondaires » avec des équipes évoluant dans des ligues mineures. Ces équipes, sont généralement utilisées comme réservoir pour les équipes précédentes en cas d'absence de joueurs blessés ou partis évoluer avec une équipe de la LNH. Au cours de leur histoire, les Rangers ont eu les affiliations secondaires suivantes :	  	
- 1967-1970 : Komets de Fort Wayne (LIH)
- 1967-1972 : Blades de New Haven (EHL)
- 1971-1972 : Oak Leafs de Des Moines (LIH)
- 1972-1974 : Cubs du cap Cod (EHL puis NAHL)
- 1973-1974 : Hornets de Toledo (LIH)
- 1974-1977 : Polar Twins de Winston-Salem (SHL)
- 1974-1977 : Flags de Port Huron (LIH)
- 1976-1977 : Wildcats de Richmond (SHL)
- 1977-1981 : Goaldiggers de Toledo (LIH)
- 1979-1981 : Rifles de Richmond (EHL)
- 1982-1984 : Prancers de Peoria (LIH)
- 1984-1986 : Golden Eagles de Salt Lake (LIH)
- 1986-1987 : Spirits de Flint (LIH)
- 1993-1994 : Panthers d'Érié (ECHL)
- 1996-1999 : Checkers de Charlotte (ECHL)
- 2000-2010 : Checkers de Charlotte (ECHL)
- 2010-2018 : Road Warriors/Swamp Rabbits de Greenville (ECHL)
- 2018-2021 : Mariners du Maine (ECHL)
- depuis 2021 : Icemen de Jacksonville (ECHL)

## Personnalités

### Joueurs

#### Effectif actuel
| No    | Nom                     | Nat. | Position      | Arrivée                          | Salaire        |
| ----- | ----------------------- | ---- | ------------- | -------------------------------- | -------------- |
| +031, | Igor Chestiorkine       |      | Gardien       | 2014 - Repêchage                 | +05 666 667, $ |
| +041, | Jaroslav Halák          |      | Gardien       | 2022 - Agent libre               | +01 500 000, $ |
| +004, | Braden Schneider        |      | Défenseur     | 2020 - Repêchage                 | +00925 000, $  |
| +006, | Zachary Jones           |      | Défenseur     | 2019 - Repêchage                 | +00925 000, $  |
| +008, | Jacob Trouba – C        |      | Défenseur     | 2019 - Jets de Winnipeg          | +08 000 000, $ |
| +023, | Adam Fox                |      | Défenseur     | 2019 - Hurricanes de la Caroline | +09 500 000, $ |
| +025, | Libor Hájek             |      | Défenseur     | 2018 - Lightning de Tampa Bay    | +00800 000, $  |
| +055, | Ryan Lindgren           |      | Défenseur     | 2018 - Bruins de Boston          | +03 000 000, $ |
| +079, | K'Andre Miller          |      | Défenseur     | 2018 - Repêchage                 | +00925 000, $  |
| +010, | Artemi Panarine – A     |      | Ailier gauche | 2019 - Agent libre               | +11 642 857, $ |
| +013, | Alexis Lafrenière       |      | Ailier gauche | 2020 - Repêchage                 | +00925 000, $  |
| +016, | Vincent Trocheck        |      | Centre        | 2022 - Agent libre               | +05 625 000, $ |
| +020, | Christopher Kreider – A |      | Ailier gauche | 2009 - Repêchage                 | +06 500 000, $ |
| +021, | Barclay Goodrow – A     |      | Centre        | 2021 - Lightning de Tampa Bay    | +03 641 667, $ |
| +022, | Ryan Carpenter          |      | Centre        | 2022 - Agent libre               | +00750 000, $  |
| +024, | Kaapo Kakko             |      | Ailier droit  | 2019 - Repêchage                 | +02 100 000, $ |
| +026, | Jimmy Vesey             |      | Ailier gauche | 2022 - Agent libre               | +00750 000, $  |
| +072, | Filip Chytil            |      | Centre        | 2017 - Repêchage                 | +02 300 000, $ |
| +074, | Vitali Kravtsov         |      | Ailier droit  | 2018 - Repêchage                 | +00875 000, $  |
| +091, | Samuel Blais            |      | Ailier gauche | 2021 - Blues de Saint-Louis      | +01 525 000, $ |
| +093, | Mika Zibanejad – A      |      | Centre        | 2016 - Sénateurs d'Ottawa        | +05 350 000, $ |

#### Capitaines
William Cook, premier capitaine de l'histoire des Rangers est aussi celui qui a occupé le plus longtemps ce poste ; Mark Messier est le seul qui l'a occupé lors de deux périodes différentes.
- 1926-1937 : William Cook
- 1937-1942 : Arthur Coulter
- 1942-1945 : Ehrhardt Heller
- 1945-1949 : Neil Colville
- 1949-1950 : Herbert O'Connor
- 1950-1951 : Frank Eddolls
- 1951-1953 : Allan Stanley
- 1953-1955 : Donald Raleigh
- 1955-1957 : Henry Howell
- 1957-1961 : George Sullivan
- 1961-1964 : Andrew Bathgate
- 1964-1965 : Camille Henry
- 1965-1971 : Robert Nevin
- 1971-1974 : Victor Hadfield
- 1974-1975 : Bradford Park
- 1975-1978 : Philip Esposito

- 1978-1980 : David Maloney
- 1980-1981 : Walter Tkaczuk
- 1981-1986 : Barry Beck
- 1986-1987 : Ronald Greschner
- 1987-1991 : Kelvin Kisio
- 1991-1997 : Mark Messier
- 1997-2000 : Brian Leetch
- 2000-2004 : Mark Messier
- 2004-2006 : aucun capitaine, poste alterné entre 3 joueurs : Jaromír Jágr, Darius Kasparaitis et Steve Rucchin
- 2006-2008 : Jaromír Jágr
- 2008-2011 : Christopher Drury
- 2011-2014 : Ryan Callahan
- 2014-2018 : Ryan McDonagh
- 2018-2021 : aucun
- Depuis 2022 : Jacob Trouba

#### Choix de premier tour
Chaque année et depuis 1963, les joueurs des ligues juniors ont la possibilité de signer des contrats avec les franchises des ligues majeures. Cette section présente par année le ou les choix de premier tour lors des repêchages des Rangers.
| Année | Nom du joueur                 | Rang                        | Équipe mineure (ligue)                                         |
| ----- | ----------------------------- | --------------------------- | -------------------------------------------------------------- |
| 1963  | Al Osborne                    | 4e                          | (Weston Jr. B)                                                 |
| 1964  | Bob Graham                    | 3e                          | Marlboro Midgets de Toronto                                    |
| 1965  | André Veilleux                | 1er                         | Canadiens junior B. de Montréal                                |
| 1966  | Douglas Park                  | 2e                          | Marlboros de Toronto (AHO)                                     |
| 1967  | Bob Dickson                   | 6e                          | (Chatham Jr. B)                                                |
| 1968  | Aucun choix de premier tour   | Aucun choix de premier tour | Aucun choix de premier tour                                    |
| 1969  | Andre Dupont                  | 8e                          | Canadiens junior de Montréal (AHO)                             |
| 1970  | Norm Gratton                  | 11e                         | Canadiens junior de Montréal (AHO)                             |
| 1971  | Stephen Vickers Steve Durbano | 10e 13e                     | Marlboros de Toronto (AHO)                                     |
| 1972  | Al Blanchard Robert MacMillan | 10e 15e                     | Rangers de Kitchener (AHO) Black Hawks de St. Catharines (AHO) |
| 1973  | Rick Middleton                | 14e                         | Generals d'Oshawa (AHO)                                        |
| 1974  | Dave Maloney                  | 14e                         | Rangers de Kitchener (AHO)                                     |
| 1975  | Wayne Dillon                  | 12e                         | Toros de Toronto (AMH)                                         |
| 1976  | Donald Murdoch                | 6e                          | Tigers de Medicine Hat (WCHL)                                  |
| 1977  | Lucien Deblois                | 8e                          | Black Hawks de Sorel (LHJMQ)                                   |
| 1978  | Aucun choix de premier tour   | Aucun choix de premier tour | Aucun choix de premier tour                                    |
| 1979  | Doug Sulliman                 | 13e                         | Rangers de Kitchener (AHO)                                     |
| 1980  | Jim Malone                    | 14e                         | Marlboros Toronto (AHO)                                        |
| 1981  | James Patrick                 | 9e                          | Saints de Prince Albert (LHJS)                                 |
| 1982  | Christopher Kontos            | 15e                         | Marlboros de Toronto (LHO)                                     |
| 1983  | Dave Gagner                   | 12e                         | Alexanders de Brantford (LHO)                                  |
| 1984  | Terry Carkner                 | 14e                         | Petes de Peterborough (LHO)                                    |
| 1985  | Ulf Dahlen                    | 7e                          | Ostersund (Suède)                                              |
| 1986  | Brian Leetch                  | 9e                          | Avon Old Farms H.S. (Conn.)                                    |
| 1987  | Jayson More                   | 10e                         | Bruins de New Westminster (LHOu)                               |
| 1988  | Aucun choix de premier tour   | Aucun choix de premier tour | Aucun choix de premier tour                                    |

| Année | Nom du joueur               | Rang                        | Équipe mineure (ligue)                                |
| ----- | --------------------------- | --------------------------- | ----------------------------------------------------- |
| 1989  | Steven Rice                 | 20e                         | Rangers de Kitchener (LHO)                            |
| 1990  | Michael Stewart             | 13e                         | Université de Michigan State (NCAA)                   |
| 1991  | Alekseï Kovaliov            | 15e                         | HK Dinamo Moscou (Russie)                             |
| 1992  | Peter Ferraro               | 24e                         | Black Hawks de Waterloo (USHL)                        |
| 1993  | Niklas Sundstrom            | 8e                          | Ornskoldsvik Modo Hockey (Suède)                      |
| 1994  | Dan Cloutier                | 26e                         | Greyhounds de Sault Ste. Marie (LHO)                  |
| 1995  | Aucun choix de premier tour | Aucun choix de premier tour | Aucun choix de premier tour                           |
| 1996  | Jeff Brown                  | 22e                         | Sting de Sarnia (LHO)                                 |
| 1997  | Stefan Cherneski            | 19e                         | Wheat Kings de Brandon (LHOu)                         |
| 1998  | Manny Malhotra              | 7e                          | Storm de Guelph (LHO)                                 |
| 1999  | Pavel Brendl Jamie Lundmark | 4e 9e                       | Hitmen de Calgary (LHOu) Warriors de Moose Jaw (LHOu) |
| 2000  | Aucun choix de premier tour | Aucun choix de premier tour | Aucun choix de premier tour                           |
| 2001  | Daniel Blackburn            | 10e                         | Kootenay (LHOu)                                       |
| 2002  | Aucun choix de premier tour | Aucun choix de premier tour | Aucun choix de premier tour                           |
| 2003  | Hugh Jessiman               | 12e                         | Dartmouth College (ECAC)                              |
| 2004  | Al Montoya Lauri Korpikoski | 6e 19e                      | U. du Michigan (CCHA) TPS jr. (Finlande)              |
| 2005  | Marc Staal                  | 12e                         | Sudbury (LHO)                                         |
| 2006  | Bobby Sanguinetti           | 21e                         | Owen Sound (LHO)                                      |
| 2007  | Alekseï Tcherepanov         | 17e                         | Omsk (Russie)                                         |
| 2008  | Michael Del Zotto           | 20e                         | Oshawa (LHO)                                          |
| 2009  | Chris Kreider               | 19e                         | Andover (Écoles supérieures)                          |
| 2010  | Dylan McIlrath              | 10e                         | Moose Jaw (LHOu)                                      |
| 2011  | J.T. Miller                 | 15e                         | Oshawa (LHO)                                          |
| 2012  | Brady Skjei                 | 28e                         | Équipe des États-Unis des moins de 18 ans (USHL)      |
| 2013  | Aucun choix de premier tour | Aucun choix de premier tour | Aucun choix de premier tour                           |
| 2014  | Aucun choix de premier tour | Aucun choix de premier tour | Aucun choix de premier tour                           |

| Année | Nom du joueur                                 | Rang                        | Équipe mineure (ligue)                                    |
| ----- | --------------------------------------------- | --------------------------- | --------------------------------------------------------- |
| 2015  | Aucun choix de premier tour                   | Aucun choix de premier tour | Aucun choix de premier tour                               |
| 2016  | Aucun choix de premier tour                   | Aucun choix de premier tour | Aucun choix de premier tour                               |
| 2017  | Lias Andersson Filip Chytil                   | 7e 21e                      | HV 71 (SHL) PSG Zlín (Extraliga)                          |
| 2018  | Vitali Kravtsov K'Andre Miller Nils Lundkvist | 9e 22e 28e                  | Traktor Tcheliabinsk (KHL) USNTDP (USHL) Luleå HF (SHL)   |
| 2019  | Kaapo Kakko                                   | 2e                          | TPS (liiga)                                               |
| 2020  | Alexis Lafrenière Braden Schneider            | 1er 19e                     | Océanic de Rimouski (LHJMQ) Wheat Kings de Brandon (LHOu) |
| 2021  | Brennan Othmann                               | 16e                         | Firebirds de Flint (LHO)                                  |
| 2022  | Aucun choix de premier tour                   | Aucun choix de premier tour | Aucun choix de premier tour                               |

#### Meilleurs pointeurs et joueurs des Rangers
Rod Gilbert joue avec les Rangers entre 1960 et 1978 ; il est le meilleur pointeur de la franchise avec 1 021 points ainsi que le meilleur buteur avec 406 buts inscrits. Brian Leetch, défenseur de l'équipe entre 1987 et 2004 est le meilleur passeur de l'équipe avec 741 aides au cours de sa carrière. Enfin, Harry Howell, un autre défenseur de l'équipe entre 1952 et 1969, est le joueur le plus utilisé par l'équipe avec 1 160 matchs joués,.
Voici les statistiques des dix meilleurs joueurs de l'histoire des Rangers.
| Nom           | Pos | PJ    | B   | A   | Pts   | Moy  |
| ------------- | --- | ----- | --- | --- | ----- | ---- |
| Rod Gilbert   | AD  | 1 065 | 406 | 615 | 1 021 | 0,96 |
| Brian Leetch  | D   | 1 129 | 240 | 741 | 981   | 0,87 |
| Jean Ratelle  | C   | 862   | 336 | 481 | 817   | 0,95 |
| Andy Bathgate | AD  | 719   | 272 | 457 | 729   | 1,01 |
| Mark Messier  | C   | 698   | 250 | 441 | 691   | 0,99 |
| Walt Tkaczuk  | C   | 945   | 227 | 451 | 678   | 0,72 |
| Ron Greschner | D   | 982   | 179 | 431 | 610   | 0,64 |
| Steve Vickers | AG  | 698   | 246 | 340 | 586   | 0,84 |
| Vic Hadfield  | AG  | 839   | 262 | 310 | 572   | 0,68 |
| Adam Graves   | AD  | 772   | 280 | 227 | 507   | 0,66 |

#### Numéros retirés

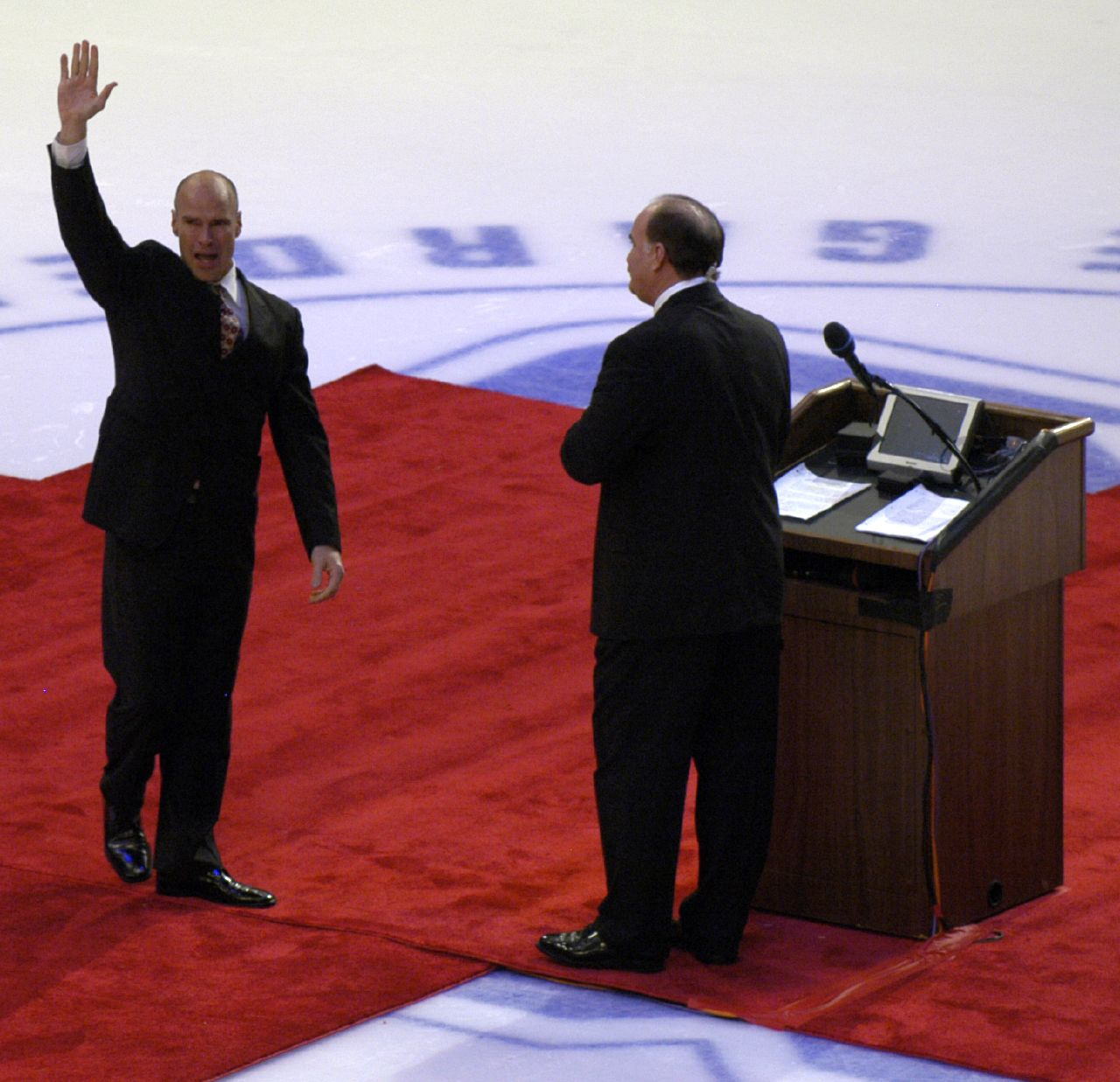
Le départ de Messier à la retraite.

Depuis ses débuts, la franchise a retiré neuf numéros portés par onze joueurs. La liste ci-dessous reprend les numéros qui ne sont plus portés au sein de la franchise.
| No  | Joueur                       | Position                   | Carrière            | Date du retrait                 |
| --- | ---------------------------- | -------------------------- | ------------------- | ------------------------------- |
| 1   | Edward Giacomin              | Gardien de but             | 1959-1978           | 15 mars 1989                    |
| 2   | Brian Leetch                 | Défenseur                  | 1987-2006           | 24 janvier 2008                 |
| 3   | Henry Howell                 | Défenseur                  | 1952-1976           | 24 janvier 2008                 |
| 7   | Rodrigue Gilbert             | Défenseur                  | 1960-1978           | 14 octobre 1979                 |
| 9   | Adam Graves Andrew Bathgate  | Ailier gauche Ailier droit | 1988-2003 1952-1975 | 3 février 2009 22 février 2009  |
| 11  | Mark Messier Victor Hadfield | Centre Ailier gauche       | 1979-2004 1960-1977 | 12 janvier 2006 2 décembre 2018 |
| 19  | Jean Ratelle                 | Centre                     | 1960-1981           | 25 février 2018                 |
| 30  | Henrik Lundqvist             | Gardien de but             | 2000-2021           | 28 janvier 2022                 |
| 35  | Michael Richter              | Gardien de but             | 1988-2003           | 4 février 2004                  |
| 99* | Wayne Gretzky                | Centre                     | 1978-1999           | 6 février 2000                  |

* Numéro retiré pour toutes les équipes par la LNH lors du 50e Match des étoiles.

### Entraîneurs-chefs
Cette section présente les différents entraîneurs qui se sont succédé à la tête des Rangers depuis leurs débuts. Emile Francis, avec 654 matchs, est l'entraîneur qui a passé le plus de temps à la tête des Rangers ; il est, avec Frederick Patrick, un des deux entraîneurs qui a connu trois périodes différentes à ce poste. Seuls trois entraîneurs ont gagné la coupe Stanley : les deux premières ont été remportées par le premier entraîneur de l'équipe, Lester Patrick, la troisième par son successeur François-Xavier Boucher et enfin la quatrième par Michael Keenan 54 ans plus tard.
| No | Nom                     | Premier match                   | Dernier match                   | Saison régulière                | Saison régulière                | Saison régulière                | Saison régulière                | Saison régulière                | Saison régulière                | Saison régulière                | Séries éliminatoires            | Séries éliminatoires            | Séries éliminatoires            | Séries éliminatoires            | Séries éliminatoires            | Remarques                                                                  |
| No | Nom                     | Premier match                   | Dernier match                   | PJ                              | V                               | D                               | N                               | DP                              | P                               | % V                             | PJ                              | V                               | D                               | N                               | % V                             | Remarques                                                                  |
| 1  | Lester Patrick          | 16 novembre 1926                | 2 avril 1939                    | 604                             | 281                             | 216                             | 107                             | -                               | 669                             | 55,4                            | 65                              | 32                              | 19                              | 7                               | 49,2                            | Coupes Stanley 1928 et 1933 Finales de la Coupe Stanley 1929, 1932 et 1937 |
| 2  | François-Xavier Boucher | 5 novembre 1939                 | 19 décembre 1948                | 487                             | 167                             | 243                             | 77                              | -                               | 411                             | 42,2                            | 27                              | 13                              | 14                              | -                               | 48,1                            | Coupe Stanley 1940                                                         |
| 3  | Lynn Patrick            | 23 décembre 1948                | 23 avril 1950                   | 107                             | 40                              | 51                              | 16                              | -                               | 96                              | 44,9                            | 12                              | 7                               | 5                               | -                               | 58,3                            | Finale de la Coupe Stanley 1950                                            |
| 4  | Neil Colville           | 11 octobre 1950                 | 5 décembre 1951                 | 93                              | 26                              | 41                              | 26                              | -                               | 78                              | 41,9                            | -                               | -                               | -                               | -                               | -                               |                                                                            |
| 5  | William Cook            | 9 décembre 1951                 | 22 mars 1953                    | 117                             | 34                              | 59                              | 24                              | -                               | 92                              | 39,3                            | -                               | -                               | -                               | -                               | -                               |                                                                            |
| 6  | François-Xavier Boucher | 8 octobre 1953                  | 10 janvier 1954                 | 40                              | 14                              | 20                              | 6                               | -                               | 34                              | 42,5                            | -                               | -                               | -                               | -                               | -                               |                                                                            |
| 7  | Frederick Patrick       | 13 janvier 1954                 | 20 mars 1955                    | 100                             | 32                              | 46                              | 22                              | -                               | 86                              | 43                              | -                               | -                               | -                               | -                               | -                               |                                                                            |
| 8  | Joseph Watson           | 7 octobre 1955                  | 11 novembre 1959                | 295                             | 119                             | 124                             | 52                              | -                               | 290                             | 49,2                            | 16                              | 4                               | 12                              | -                               | 25                              |                                                                            |
| 9  | Murray Patrick          | 14 novembre 1959                | 15 novembre 1959                | 2                               | 0                               | 1                               | 1                               | -                               | 1                               | 25                              | -                               | -                               | -                               | -                               | -                               |                                                                            |
| 10 | Alfred Pike             | 18 novembre 1959                | 19 mars 1960                    | 123                             | 36                              | 66                              | 21                              | -                               | 93                              | 37,8                            | -                               | -                               | -                               | -                               | -                               |                                                                            |
| 11 | Douglas Harvey          | 11 octobre 1961                 | 7 avril 1962                    | 70                              | 26                              | 32                              | 12                              | -                               | 64                              | 45,7                            | 6                               | 2                               | 4                               | -                               | 33,3                            |                                                                            |
| 12 | Murray Patrick          | 11 octobre 1962                 | 27 décembre 1962                | 34                              | 11                              | 19                              | 4                               | -                               | 26                              | 38,2                            | -                               | -                               | -                               | -                               | -                               |                                                                            |
| 13 | George Sullivan         | 30 décembre 1962                | 5 décembre 1965                 | 196                             | 58                              | 103                             | 35                              | -                               | 151                             | 38,5                            | -                               | -                               | -                               | -                               | -                               |                                                                            |
| 14 | Emile Francis           | 8 décembre 1965                 | 16 avril 1968                   | 194                             | 82                              | 82                              | 30                              | -                               | 194                             | 50                              | 10                              | 2                               | 8                               | -                               | 20                              |                                                                            |
| 15 | Bernard Geoffrion       | 13 octobre 1968                 | 17 janvier 1969                 | 43                              | 22                              | 18                              | 3                               | -                               | 47                              | 54,7                            | -                               | -                               | -                               | -                               | -                               |                                                                            |
| 16 | Emile Francis           | 18 janvier 1969                 | 24 avril 1973                   | 343                             | 201                             | 88                              | 54                              | -                               | 456                             | 66,5                            | 49                              | 24                              | 25                              | -                               | 49                              | Finale de la Coupe Stanley 1972                                            |
| 17 | Lawrence Popein         | 10 octobre 1973                 | 10 janvier 1974                 | 41                              | 18                              | 14                              | 9                               | -                               | 45                              | 54,9                            | -                               | -                               | -                               | -                               | -                               |                                                                            |
| 18 | Emile Francis           | 12 janvier 1974                 | 11 avril 1975                   | 117                             | 59                              | 39                              | 19                              | -                               | 137                             | 58,5                            | 16                              | 8                               | 8                               | -                               | 50                              |                                                                            |
| 19 | Ronald Stewart          | 8 octobre 1975                  | 6 janvier 1976                  | 39                              | 15                              | 20                              | 4                               | -                               | 34                              | 43,6                            | -                               | -                               | -                               | -                               | -                               |                                                                            |
| 20 | John Ferguson           | 10 janvier 1976                 | 3 avril 1977                    | 121                             | 43                              | 59                              | 19                              | -                               | 105                             | 43,4                            | -                               | -                               | -                               | -                               | -                               |                                                                            |
| 21 | Jean-Guy Talbot         | 12 octobre 1977                 | 15 avril 1978                   | 80                              | 30                              | 37                              | 13                              | -                               | 73                              | 45,6                            | 3                               | 1                               | 2                               | -                               | 33,3                            |                                                                            |
| 22 | Frederick Shero         | 12 octobre 1978                 | 19 novembre 1980                | 180                             | 82                              | 74                              | 24                              | -                               | 188                             | 52,2                            | 27                              | 15                              | 12                              | -                               | 55,6                            | Finale de la Coupe Stanley 1979                                            |
| 23 | Craig Patrick           | 22 novembre 1980                | 5 mai 1981                      | 60                              | 26                              | 23                              | 11                              | -                               | 63                              | 52,5                            | 14                              | 7                               | 7                               | -                               | 50                              |                                                                            |
| 24 | Herbert Brooks          | 6 octobre 1981                  | 19 janvier 1985                 | 285                             | 131                             | 113                             | 41                              | -                               | 303                             | 53,2                            | 24                              | 12                              | 12                              | -                               | 50                              |                                                                            |
| 25 | Craig Patrick           | 22 janvier 1985                 | 13 avril 1985                   | 35                              | 11                              | 22                              | 2                               | -                               | 24                              | 34,3                            | 3                               | 0                               | 3                               | -                               | 0                               |                                                                            |
| 26 | Ted Sator               | 10 octobre 1985                 | 19 novembre 1986                | 99                              | 41                              | 48                              | 10                              | -                               | 92                              | 46,5                            | 16                              | 8                               | 8                               | -                               | 50                              |                                                                            |
| 27 | Thomas Webster          | 21 novembre 1985                | 30 décembre 1986                | 18                              | 5                               | 9                               | 4                               | -                               | 14                              | 38,9                            | -                               | -                               | -                               | -                               | -                               |                                                                            |
| 28 | Philip Esposito         | 31 décembre 1986                | 16 avril 1987                   | 43                              | 24                              | 19                              | 0                               | -                               | 48                              | 55,8                            | 6                               | 2                               | 4                               | -                               | 33,3                            |                                                                            |
| 29 | Michel Bergeron         | 8 octobre 1987                  | 29 mars 1989                    | 158                             | 73                              | 67                              | 18                              | -                               | 164                             | -                               | 51,9                            | -                               | -                               | -                               | -                               |                                                                            |
| 30 | Phil Esposito           | 1er avril 1989                  | 9 avril 1989                    | 2                               | 0                               | 2                               | 0                               | -                               | 0                               | 0                               | 4                               | 0                               | 4                               | -                               | 0                               |                                                                            |
| 31 | Roger Neilson           | 6 octobre 1989                  | 2 janvier 1993                  | 280                             | 141                             | 104                             | 35                              | -                               | 317                             | 56,6                            | 29                              | 13                              | 16                              | -                               | 44,8                            |                                                                            |
| 32 | Ronald Smith            | 4 janvier 1993                  | 16 avril 1993                   | 44                              | 15                              | 22                              | 7                               | -                               | 37                              | 42                              | -                               | -                               | -                               | -                               | -                               |                                                                            |
| 33 | Michael Keenan          | 5 octobre 1993                  | 14 juin 1994                    | 84                              | 52                              | 24                              | 8                               | -                               | 112                             | 66,7                            | 23                              | 16                              | 7                               | -                               | 69,6                            | Coupe Stanley 1994                                                         |
| 34 | Colin Campbell (en)     | 21 janvier 1995                 | 7 février 1998                  | 269                             | 118                             | 108                             | 43                              | -                               | 279                             | 51,9                            | 36                              | 18                              | 18                              | -                               | 50                              |                                                                            |
| 35 | John Muckler            | 26 février 1998                 | 27 mars 2000                    | 185                             | 70                              | 88                              | 24                              | 3                               | 167                             | 45,1                            | -                               | -                               | -                               | -                               | -                               |                                                                            |
| 36 | John Tortorella         | 1er avril 2000                  | 9 avril 2000                    | 4                               | 0                               | 3                               | 1                               | 0                               | 1                               | 12,5                            | -                               | -                               | -                               | -                               | -                               |                                                                            |
| 37 | Ronald Low              | 7 octobre 2000                  | 13 avril 2002                   | 164                             | 69                              | 81                              | 9                               | 5                               | 152                             | 46,3                            | -                               | -                               | -                               | -                               | -                               |                                                                            |
| 38 | Bryan Trottier          | 9 octobre 2002                  | 28 janvier 2003                 | 54                              | 21                              | 26                              | 6                               | 1                               | 49                              | 45,4                            | -                               | -                               | -                               | -                               | -                               |                                                                            |
| 39 | Glen Sather             | 30 janvier 2003                 | 23 février 2004                 | 90                              | 33                              | 39                              | 11                              | 7                               | 84                              | 57,2                            | -                               | -                               | -                               | -                               | -                               |                                                                            |
| 40 | Thomas Renney           | 26 février 2004                 | 22 février 2009                 | 327                             | 164                             | 117                             | -                               | 46                              | 374                             | 57,2                            | 24                              | 11                              | 13                              | -                               | 45,8                            |                                                                            |
| 41 | John Tortorella         | 25 février 2009                 | 25 mai 2013                     | 315                             | 171                             | 115                             | -                               | 29                              | 372                             | 58,9                            | 44                              | 19                              | 25                              | -                               | 45,8                            |                                                                            |
| 42 | Alain Vigneault         | 3 octobre 2013                  | 7 avril 2018                    | 410                             | 226                             | 147                             | -                               | 37                              | 489                             | 59,6                            | 61                              | 31                              | 30                              | -                               | 50,8                            | Finale de la Coupe Stanley 2014                                            |
| 43 | David Quinn             | 23 mai 2018                     | 12 mai 2021                     | 208                             | 96                              | 87                              | -                               | 25                              | 217                             | 52,2                            | 3                               | 0                               | 3                               | -                               | 0                               |                                                                            |
| 44 | Gerard Gallant          | 14 juin 2021                    | 6 mai 2023                      | 164                             | 99                              | 46                              | -                               | 19                              | 217                             | 66,2                            | 27                              | 13                              | 14                              | -                               | 48,1                            |                                                                            |
| 45 | Peter Laviolette        | En poste depuis le 13 juin 2023 | En poste depuis le 13 juin 2023 | En poste depuis le 13 juin 2023 | En poste depuis le 13 juin 2023 | En poste depuis le 13 juin 2023 | En poste depuis le 13 juin 2023 | En poste depuis le 13 juin 2023 | En poste depuis le 13 juin 2023 | En poste depuis le 13 juin 2023 | En poste depuis le 13 juin 2023 | En poste depuis le 13 juin 2023 | En poste depuis le 13 juin 2023 | En poste depuis le 13 juin 2023 | En poste depuis le 13 juin 2023 | En poste depuis le 13 juin 2023                                            |

### Directeurs généraux
Depuis la création de la franchise, onze directeurs généraux se sont succédé à la tête des Rangers. Le premier d'entre eux, Constantine Smythe, met l'équipe sur pieds à sa création mais est limogé après trois mois et avant le début de la première saison des Rangers ; avec 20 ans passés à la tête de l'équipe, Lester Patrick est celui qui y est resté le plus longtemps :
| No | Nom                     | Engagement       | Départ           | Remarques                                                                        |
| -- | ----------------------- | ---------------- | ---------------- | -------------------------------------------------------------------------------- |
| -  | Constantine Smythe      | 1926             | 27 octobre 1926  |                                                                                  |
| 1  | Lester Patrick          | 27 octobre 1926  | 21 février 1946  | Coupes Stanley 1928, 1933 et 1940 Finales de la Coupe Stanley 1929, 1932 et 1937 |
| 2  | François-Xavier Boucher | 21 février 1946  | 22 avril 1955    | Finale de la Coupe Stanley 1950                                                  |
| 3  | Frederick Patrick       | 22 avril 1955    | 30 octobre 1964  |                                                                                  |
| 4  | Emile Francis           | 30 octobre 1964  | 6 janvier 1976   | Finale de la Coupe Stanley 1972                                                  |
| 5  | John Ferguson           | 7 janvier 1976   | 2 juin 1978      |                                                                                  |
| 6  | Frederick Shero         | 2 juin 1978      | 21 novembre 1980 | Finale de la Coupe Stanley 1979                                                  |
| 7  | Craig Patrick           | 21 novembre 1980 | 14 juillet 1986  |                                                                                  |
| 8  | Philip Esposito         | 14 juillet 1986  | 24 mai 1989      |                                                                                  |
| 9  | Neil Smith (en)         | 17 juillet 1989  | 28 mars 2000     | Coupe Stanley 1994                                                               |
| 10 | Glen Sather             | 1er juin 2000    | 1er juillet 2015 | Finale de la Coupe Stanley 2014                                                  |
| 11 | Jeff Gorton (en)        | 1er juillet 2015 | 6 mai 2021       |                                                                                  |
| 12 | Christopher Drury       | 6 mai 2021       |                  |                                                                                  |

### Présidents
Les Rangers ont vu onze personnalités occuper le poste de président de la franchise depuis 1927 ; John Hamond et John Kilpatrick sont les seuls à l'avoir été à deux reprises :
- 1926-1932 : John Hamond ;
- 1932-1933 : William Carey ;
- 1933-1934 : John Kilpatrick ;
- 1934-1935 : John Hamond ;
- 1935-1960 : John Kilpatrick ;
- 1960-1962 : John Bergen ;
- 1962-1981 : William Jennings ;
- 1981-1931 décembre 1986 : John Krumpe ;
- 1er janvier 1987-1928 juin 1990 : Richard Evans ;
- 29 juin 1990-1922 avril 1991 : John Diller ;
- 19 juin 1992-1928 mars 2000 : Neil Smith ;
- depuis le 1er juin 2000 : Glen Sather.

## Membres du temple de la renommée du hockey
Depuis 1945, le Temple de la renommée du hockey recense les personnalités du hockey sur glace qui ont marqué ce sport.

### Joueurs
50 joueurs des Rangers ont été intronisés au Temple de la renommée du hockey :

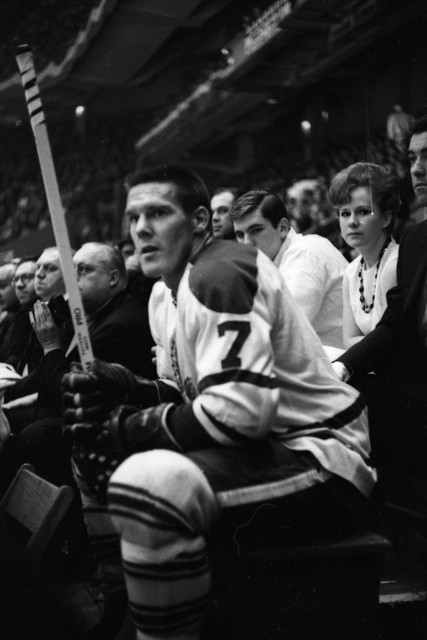
Tim Horton, intronisé en 1977.

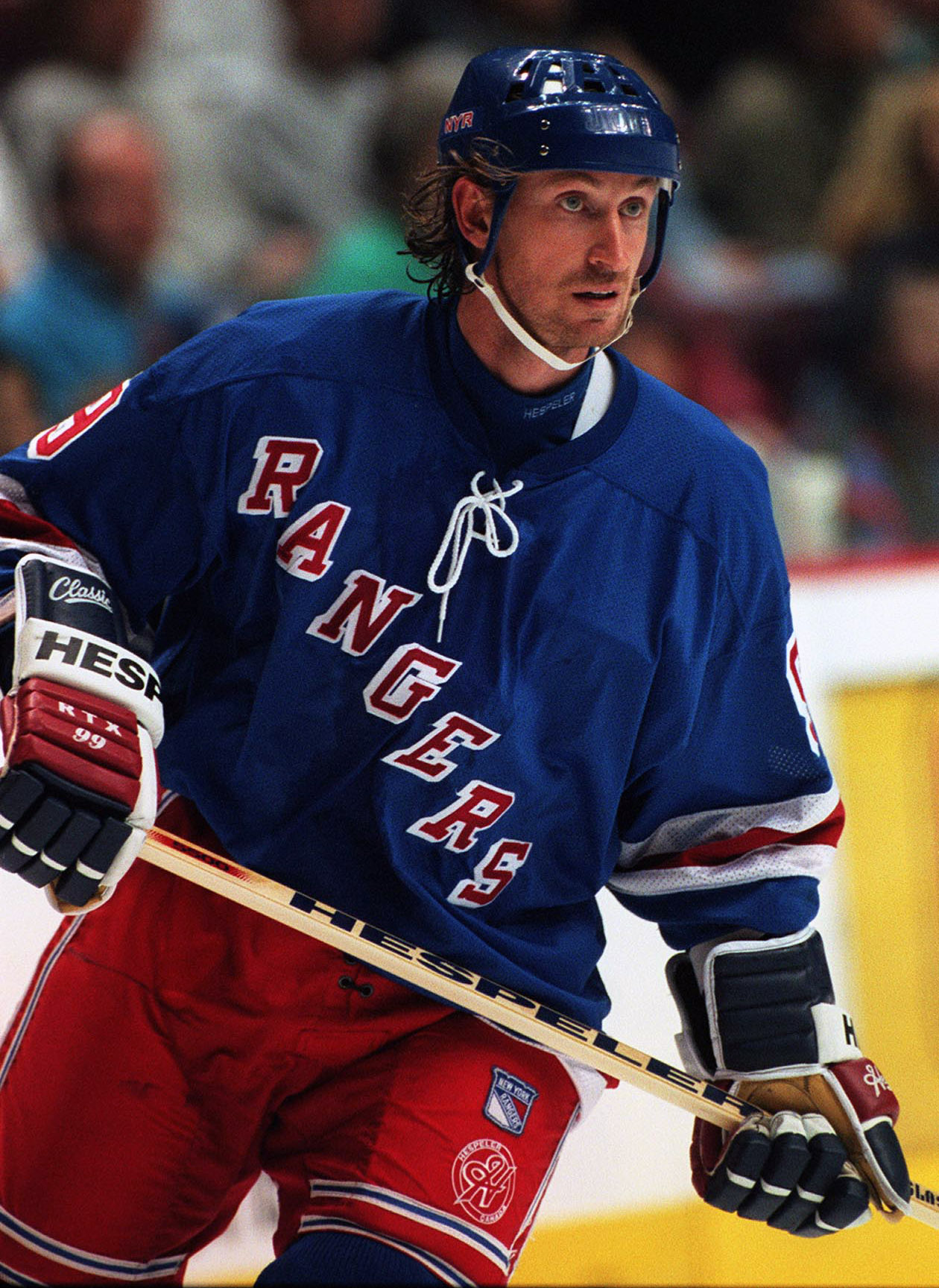
Wayne Gretzky, intronisé en 1999.

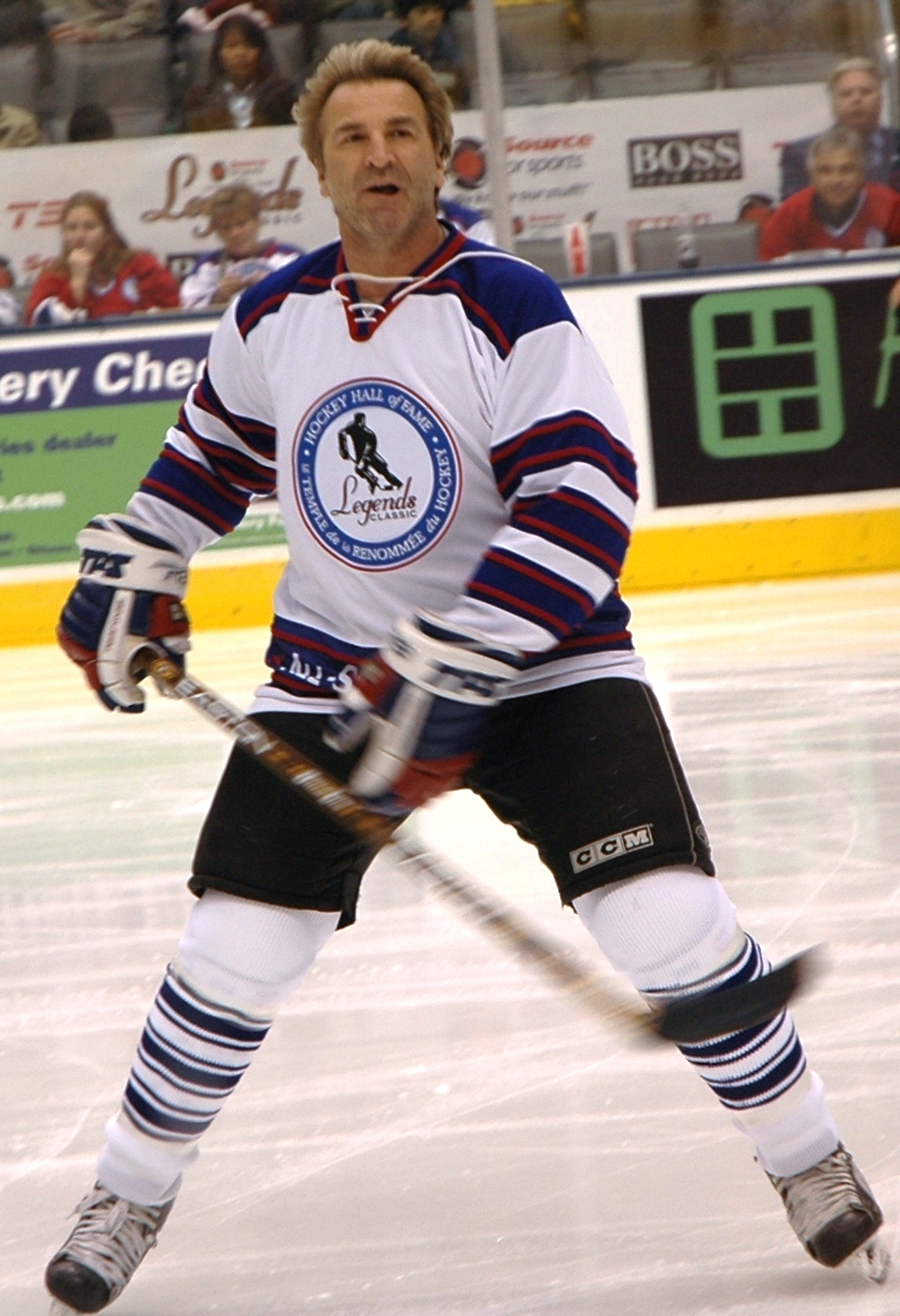
Glenn Anderson, intronisé en 2008.

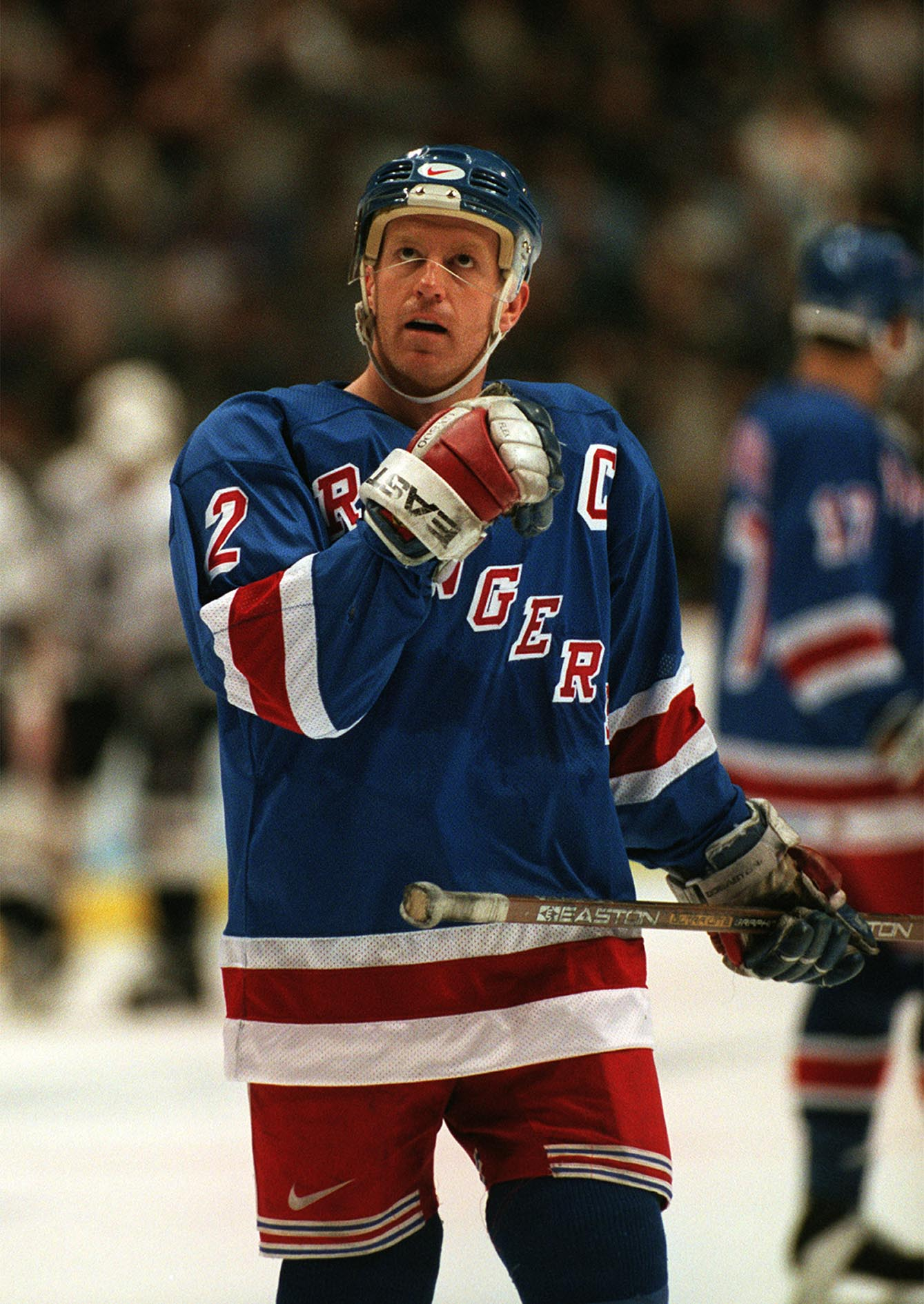
Brian Leetch, intronisé en 2009.

| Année d'intronisation | Nom              | Période(s) avec les Rangers |
| --------------------- | ---------------- | --------------------------- |
| 1945                  | Howie Morenz     | 1936                        |
| 1947                  | Lester Patrick   | 1928                        |
| 1952                  | Bill Cook        | 1926-1937                   |
| 1958                  | Frank Boucher    | 1926-1938                   |
| 1958                  | Ching Johnson    | 1926-1937                   |
| 1963                  | Earl Seibert     | 1931-1936                   |
| 1964                  | Doug Bentley     | 1953-1954                   |
| 1964                  | Babe Siebert     | 1932-1933                   |
| 1966                  | Max Bentley      | 1953-1954                   |
| 1966                  | Babe Pratt       | 1935-1942                   |
| 1967                  | Neil Colville    | 1935-1942 et 1944-1949      |
| 1969                  | Bryan Hextall    | 1936-1948                   |
| 1970                  | Bill Gadsby      | 1954-1961                   |
| 1971                  | Terry Sawchuk    | 1969-1970                   |
| 1972                  | Bernie Geoffrion | 1966-1968                   |
| 1973                  | Doug Harvey      | 1961-1964                   |
| 1973                  | Chuck Rayner     | 1945-1953                   |
| 1974                  | Art Coulter      | 1936-1942                   |
| 1976                  | Johnny Bower     | 1953-1957                   |
| 1977                  | Tim Horton       | 1970-1971                   |
| 1978                  | Andy Bathgate    | 1952-1964                   |
| 1978                  | Jacques Plante   | 1963-1965                   |
| 1979                  | Harry Howell     | 1952-1969                   |
| 1980                  | Harry Lumley     | 1943                        |
| 1980                  | Lynn Patrick     | 1934-1943 et 1945-1946      |
| 1980                  | Gump Worsley     | 1952-1963                   |
| 1981                  | Allan Stanley    | 19481954                    |
| 1982                  | Rod Gilbert      | 1960-1978                   |
| 1983                  | Bobby Hull       | 1981                        |
| 1984                  | Phil Esposito    | 1975-1981                   |
| 1985                  | Jean Ratelle     | 1960-1975                   |
| 1987                  | Eddie Giacomin   | 1965-1975                   |
| 1988                  | Guy Lafleur      | 1988-1989                   |
| 1988                  | Buddy O'Connor   | 1947-1951                   |
| 1988                  | Brad Park        | 1968-1975                   |
| 1991                  | Clint Smith      | 1936-1943                   |
| 1992                  | Marcel Dionne    | 1987-1989                   |
| 1993                  | Edgar Laprade    | 1945-1955                   |
| 1995                  | Bun Cook         | 1926-1936                   |
| 1999                  | Wayne Gretzky    | 1996-1999                   |
| 2001                  | Mike Gartner     | 1990-1994                   |
| 2001                  | Jari Kurri       | 1996                        |
| 2003                  | Pat LaFontaine   | 1997-1998                   |
| 2006                  | Dick Duff        | 1964                        |
| 2007                  | Mark Messier     | 1991-1997 et 2000-2004      |
| 2008                  | Glenn Anderson   | 1994                        |
| 2009                  | Brian Leetch     | 1988-2004                   |
| 2009                  | Luc Robitaille   | 1995-1997                   |
| 2012                  | Pavel Boure      | 2002-2003                   |
| 2013                  | Brendan Shanahan | 2006-2008                   |

### Bâtisseurs
Des personnalités n'ayant pas forcément pratiqué le hockey sur glace sont aussi honorées par le temple de la renommée en raison de l'impact qu'ils ont sur ce sport en dehors de la patinoire. Ces personnes, qu'il s'agisse de présidents, de propriétaires de franchises, d'entraîneurs ou de membres des médias, sont appelées les « bâtisseurs ». Six personnalités des Rangers ont été intronisés en tant que bâtisseurs :
- Herb Brooks
- Emile Francis
- William Jennings
- Roger Neilson
- Craig Patrick
- Glen Sather

## Trophées de la LNH

### Trophées collectifs
Coupe Stanley
Récompense ultime de la Ligue nationale de hockey ; elle couronne la meilleure équipe des séries éliminatoires. Les Rangers de New York la remportent quatre fois au cours de leur histoire alors qu'ils accèdent à onze reprises à la finale de la Coupe Stanley :
- 1928, 1933, 1940 et 1994.

Trophée des présidents
Il est remis pour la première fois à l'issue de la saison 1985-1986 à la meilleure équipe de la saison régulière. Depuis sa mise en place, les Rangers remportent le trophée quatre fois :
- 1992 ;
- 1994 ;
- 2015 ;
- 2024

Trophée Prince de Galles
Le trophée Prince de Galles est le trophée de la LNH qui a changé le plus grand nombre de fois de signification. Les Rangers remportent quatre fois ce trophée en tant que :
- Champions de la division Américaine : 1932 ;
- Champions de la saison régulière : 1942 ;
- Champions de l'association de l'Est : 1994 et 2014.

### Trophées individuels
Trophée Bill-Masterton
Le trophée Bill-Masterton est une récompense remise au joueur ayant démontré le plus de qualités de persévérance et d'esprit d’équipe :
- Jean Ratelle en 1971 ;
- Rod Gilbert en 1976 ;
- Anders Hedberg en 1985 ;
- Adam Graves en 2001 ;
- Dominic Moore en 2014

Trophée Calder
Le trophée Calder récompense la meilleure recrue, joueur dans sa première saison LNH :
- Kilby MacDonald en 1940 ;
- Grant Warwick en 1942 ;
- Edgar Laprade en 1946 ;
- Pentti Lund en 1949 ;
- Gump Worsley en 1953 ;
- Camille Henry en 1954 ;
- Steve Vickers en 1973 ;
- Brian Leetch en 1989.

Trophée Conn-Smythe
Le trophée Conn-Smythe est remis chaque année depuis la fin de la saison 1964-1965 au meilleur joueur des séries éliminatoires. Seul Brian Leetch a remporté ce trophée pour les Rangers :
- 1994.

Trophée Hart
Le trophée Hart (en anglais Hart Memorial Trophy) est remis au meilleur joueur de la saison régulière, par vote par l'association professionnelle de la presse écrite. La distinction qui est remise depuis 1923 a été remporté quatre fois par les Rangers :
- Buddy O'Connor en 1948 ;
- Charlie Rayner en 1950 ;
- Andy Bathgate en 1959 ;
- Mark Messier en 1992.

Trophée James-Norris
À chaque fin de saison, le meilleur défenseur de la LNH reçoit le trophée James-Norris. Les défenseurs des Rangers ayant remporté le trophée sont :
- Doug Harvey en 1962 ;
- Harry Howell en 1967 ;
- Brian Leetch en 1992 et 1997.

Trophée King-Clancy
Le trophée King-Clancy récompense chaque année le joueur ayant démontré le meilleur exemple de leadership et ayant le plus contribué à la société. Un seul joueur des Rangers a remporté cet honneur :
- Adam Graves en 1994.

Trophée Lady Byng
Le trophée Lady Byng est remis au joueur considéré comme ayant le meilleur esprit sportif tout en conservant des performances remarquables sur glace ; l'association des journalistes de hockey professionnel donne les votes dans le but d'attribuer le trophée en tenant compte à la fois des performances et du nombre de minutes de punitions accumulées. Le joueur de la LNH ayant remporté le plus grand nombre de fois ce trophée est Frank Boucher qui l'a reçu à sept reprises :
- Frank Boucher en 1928, 1929, 1930, 1931, 1933, 1934 et 1935 ;
- Clint Smith en 1939 ;
- Buddy O'Connor en 1948 ;
- Edgar Laprade en 1950 ;
- Andrew Hebenton en 1957 ;
- Camille Henry en 1958 ;
- Jean Ratelle en 1972 et 1976 ;
- Wayne Gretzky en 1999.

Trophée Ted-Lindsay
Le trophée Ted-Lindsay, connu jusqu'en 2010 sous le nom de trophée Lester-B.-Pearson, est remis chaque année au meilleur joueur de la LNH selon les votes de ses pairs. Les joueurs des Rangers ayant remporté ce trophée sont :
- Jean Ratelle en 1972 ;
- Mark Messier en 1992 ;
- Jaromír Jágr en 2006.

Trophée Vézina
Le trophée Vézina est un trophée remis aux gardiens de but de ligue nationale de hockey. De 1927 à 1981, il récompense le gardien ayant encaissé le moins de but lors de la saison régulière. Depuis la saison 1981-1982, le gardien jugé le meilleur de la saison régulière reçoit ce trophée. Cinq gardiens des Rangers ont remporté ce trophée, Gilles Villemure et Eddie Giacomin l'ayant gagné conjointement en 1970-1971 :
- David Kerr en 1939-1940 ;
- Gilles Villemure et Eddie Giacomin en 1970-1971 ;
- John Vanbiesbrouck en 1985-1986 ;
- Henrik Lundqvist en 2011-2012